# 12港人案

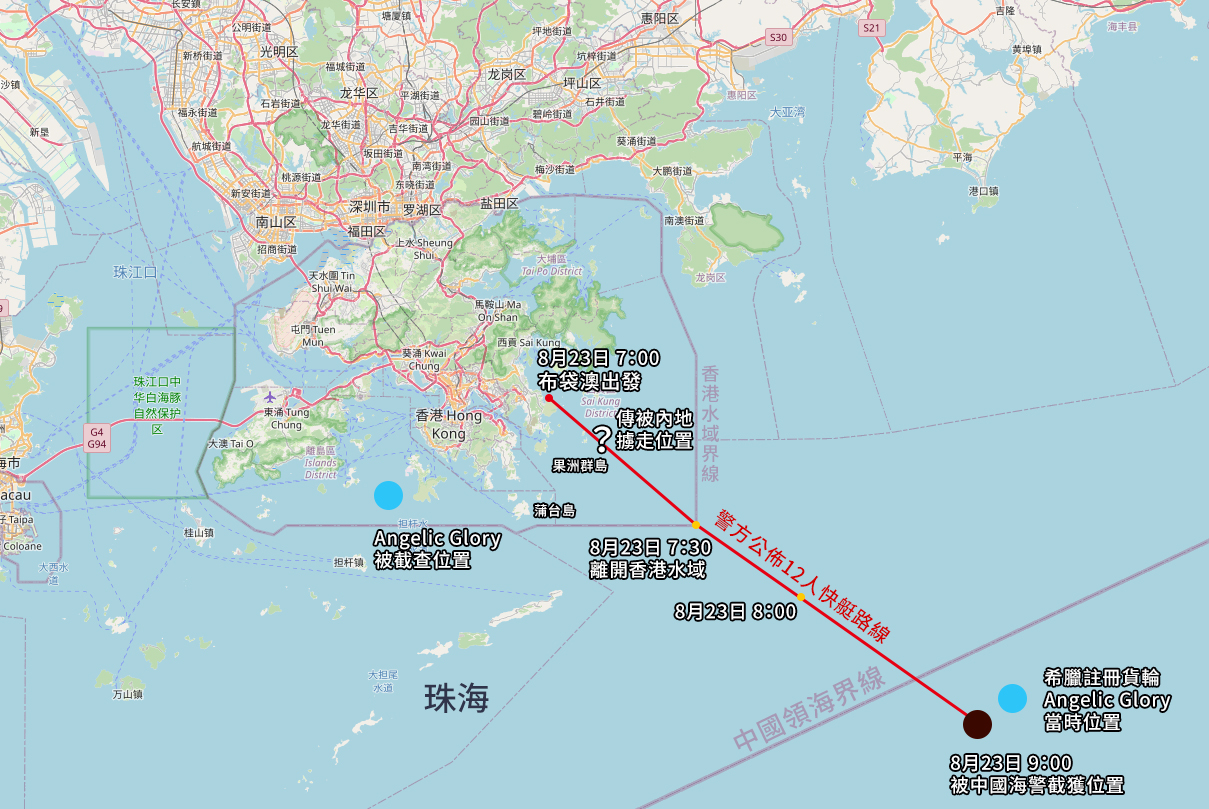
12港人快艇路線圖

12港人逃亡事件是指2020年8月23日，12名香港人據報于保释期间乘坐快艇企图棄保潛逃偷渡台灣途中，被广东海警局拘捕並送往深圳鹽田看守所扣押的事件。
事发后，引起香港本地及國際社會關注。最初，在扣押期間，10名港人的家屬曾多次安排委托律師，要求與被扣押港人會面，但均被公安拒絕，13位家屬委托律師被公安約談施壓、6名律師退出代理工作。12月下旬，深圳市鹽田區人民檢察院起訴12名港人中的10名成年人。隨後，深圳市鹽田區人民法院以组织他人偷越边境罪、偷越边境罪，判处10人七個月至三年不等的有期徒刑。其餘兩名港人因為未成年而被遣送回港，交由香港警方繼續扣押。

## 被扣留者简介
12位被扣留者曾于2019年反對修訂逃犯條例運動期間被捕，在獲保釋候審期間棄保潛逃並試圖偷渡台灣，分別為下列11名男性和1名女性：
- 李宇軒（30歲）：報稱電腦程式設計員，香港故事成員，因涉嫌違反《港版國安法》中的勾結外國或者境外勢力罪名而被捕，另被指涉嫌洗黑錢罪、管有工具可作非法用途罪、無牌管有彈藥罪。
- 張俊富（23歲）：香港公開大學三年級學生，「屠龍小隊」成員，在2019年12月8日「國際人權日大遊行」中被搜出手槍、實彈，被控串謀有意圖傷人罪、無牌管有槍械及彈藥罪、兩項管有攻擊性武器罪，並涉及2019年12月9日華仁書院土製炸彈案。因沒有出席聆訊，已被法庭頒通緝令，並沒收保釋金。
- 張銘裕（21歲）：報稱無業，「屠龍小隊」成員，在2019年12月8日「國際人權日大遊行」中被搜出手槍、實彈，被控串謀有意圖傷人罪、無牌管有槍械及彈藥罪、兩項管有攻擊性武器罪，並涉及2019年12月9日華仁書院土製炸彈案。因沒有出席聆訊，已被法庭頒通緝令，並沒收保釋金。
- 嚴文謙（21歲）：報稱香港專業教育學院（IVE）學生，「屠龍小隊」成員，在2019年12月8日「國際人權日大遊行」中被搜出手槍、實彈，被控串謀有意圖傷人罪、無牌管有槍械及彈藥罪、兩項管有攻擊性武器罪，並涉及2019年12月9日華仁書院土製炸彈案。因沒有出席聆訊，已被法庭頒通緝令，並沒收保釋金。
- 李子賢（30歲）：報稱測量員，患有哮喘，2019年9月29日參與「全球反極權大遊行」被控襲警罪，並涉及金鐘金鐘道暴動案而被控暴動罪。
- 郭子麟（19歲）：香港大學工程學院一年級學生，「屠龍小隊」成員，葡萄牙公民，被控2019年11月18日參與彌敦道近窩打老道暴動（香港理工大學衝突），被控暴動罪、管有工具可作非法用途罪、管有攻擊性武器罪。因沒有出席聆訊，已被法庭頒通緝令，並沒收保釋金。
- 鄭子豪（18歲）：港鐵技術訓練員（2019年已離職），2019年9月30日於灣仔駱克道金樂大廈一單位内被搜出汽油彈原材料，被控串謀意圖縱火、管有任何物品意圖摧毀或損壞財產罪。因沒有出席聆訊，已被法庭頒通緝令，並沒收保釋金。
- 鄧棨然（31歲）：報稱售貨員，患有哮喘，2019年9月30日於灣仔駱克道金樂大廈一單位内被搜出汽油彈原材料，被控串謀意圖縱火、管有任何物品意圖摧毀或損壞財產罪。因沒有出席聆訊，已被法庭頒通緝令，並沒收保釋金。
- 廖子文（17歲）：中五學生，2019年9月30日灣仔駱克道金樂大廈一單位内被搜出汽油彈原材料，被控串謀意圖縱火、管有任何物品意圖摧毀或損壞財產罪。因沒有出席聆訊，已被法庭頒通緝令，並沒收保釋金。
- 黃偉然（29歲）：報稱機械技工，涉於2020年1月15日在上水沙頭角公路馬尾下段吳屋村附近製造爆炸品，即俗稱「DNT」的炸藥，被控製造爆炸品罪、製造或藏有爆炸品罪。因沒有出席聆訊，已被法庭頒通緝令，並沒收保釋金。
- 黃臨福（16歲）：報稱中二學生，越南籍，2019年10月14日於旺角警署外投擲汽油彈，同日同地在住所內管有用啤酒瓶製成的三個汽油彈，被控縱火罪、管有攻擊性武器罪，因沒有出席聆訊，已被法庭頒通緝令，並沒收保釋金。
- 喬映瑜（33歲）：報稱售貨員，患有抑鬱症，偷渡案前2020年1月16日因涉及上水沙頭角公路馬尾下段河壩村村屋農地製造炸彈案而被警方通緝，被控製造爆炸品罪、製造或藏有爆炸品罪。

註：
- 廖子文、鄭子豪、張俊富、張銘裕、嚴文謙、黃臨福、黃偉然、李子賢及郭子麟於2021年4月30日被加控妨礙司法公正罪[16]。而鄧棨然於2023年12月4日被加控同樣罪名。
- 張俊富、張銘裕及嚴文謙，牽涉於2019年12月8日的在香港與其他人串謀非法及惡意傷害香港警務人員，指3人意圖使該香港警務人員身體受嚴重傷害，被控襲警罪[17]另外上述3人也和其他7人被加控由政府首次引用《聯合國（反恐怖主義措施）條例》下的「對訂明標的的爆炸的禁制罪」。[18]
- 張俊富另被控於2019年12月3日至8日，連同黃振強，在荃灣致利工業大廈一單位內管有2盒煙花；及於2019年12月8日，在同一單位內管有4罐含有諾香草胺的噴劑，即胡椒噴劑。另牽涉的管有攻擊性武器及其他適合作非法用途的工具控罪被撤回，但另被加控一項管有爆炸品及一項無牌管有槍械罪[17]。
- 喬映瑜至今已被控妨礙司法公正，管有危險藥物，製造及管有爆炸品共4項控罪。

## 经过
12名被捕人士在2020年8月23日清晨分成兩路，廖子文、鄭子豪及鄧棨然先往西貢公眾碼頭登上快艇，再與其他人在布袋澳會合。抵步後，在喬映瑜和稱為「Zizi」的人的指揮下把多桶汽油等物資搬上快艇，12人隨後登上快艇出發。鄧棨然負責駕駛快艇前往台灣，喬映瑜在途中協助導航，並用衛星電話與同夥聯絡。眾人原計劃先到距離香港340公里、由中华民国政府实际控制的東沙群島，再轉大船赴屏東縣，12人打算抵達台灣後申請政治庇護。眾人在前往东沙群岛中途，在广东东南部海域（21°54′00″N 114°53′00″E / 21.90000°N 114.88333°E）处被中國海警截獲，該處為中华人民共和国領海基線旁的毗連區。

### 中國海警拘留12港人
2020年8月26日，中國海警微博公告指廣東海警局於8月23日9時許，在粵港東南方向管轄海域內查獲一艘涉嫌非法越境的快艇，抓獲「李某某、鄧某某」等10多名涉嫌非法越境人員。隨後證實該12名港人被廣東海警拘捕，之后被关押在鹽田看守所。香港入境處表示曾接獲被捕人士的家屬求助，並引述消息指被捕人士的身體狀况良好。9月13日，深圳盐田公安通報，12名港人涉嫌偷越國（邊）境犯罪，被刑事拘留。
9月30日，深圳市鹽田區人民檢察院通報，以涉嫌組織他人偷越邊境罪批准逮捕犯罪嫌疑人「鄧某某、喬某某」，以涉嫌偷越邊境罪批准逮捕犯罪嫌疑人「李某某、黃某某」等10人。

### 傳媒和政界揭發政府飛行服務隊監察和追蹤12港人

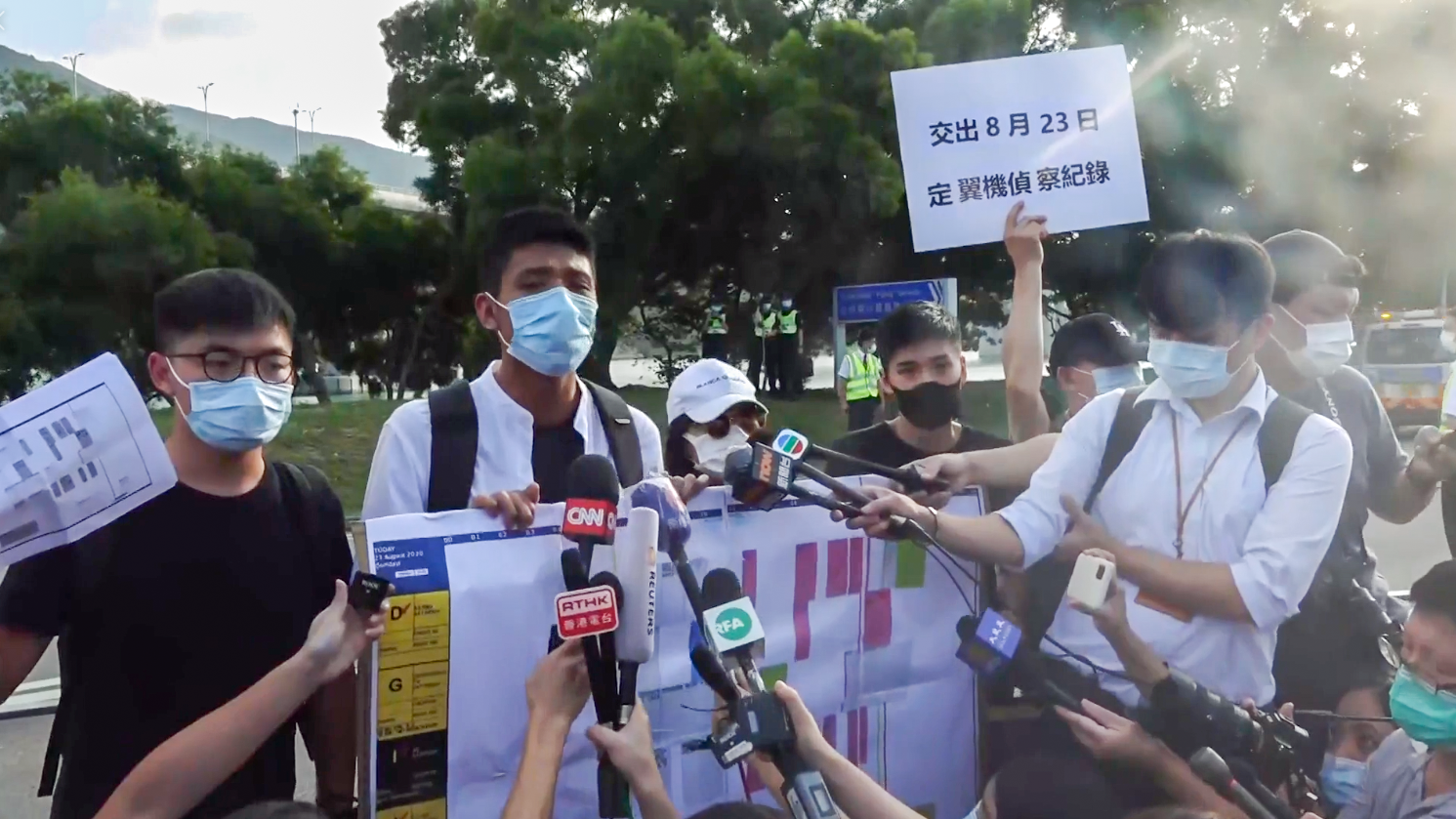
10月8日，黃之鋒、鄒家成和岑敖暉等人在大嶼山飛行服務隊總部前見記者。披露一份據稱是政府飛行服務隊內部文件，列出一幅行動資料的截圖

10月6日，《蘋果日報》揭發，根據Flightradar24顯示，當日隸屬保安局定翼機「B-LVB」在凌晨4點多在西貢布袋澳附近上空盤旋，疑似監察該首快艇，而同一時間隸屬政府飛行服務隊直升機「B-LVH」在香港南面海域監察，疑似通報内地公安机关。而《立場新聞》透過航空雷達公司，發現8月23日出動的兩架飛機，航程與機隊與平常的路徑明顯不同。除了8月23日，定翼機從未在凌晨時份出動，認為當日飛行路徑明顯異常。
10月8日，黃之鋒披露一份據稱是飛行服務隊內部文件，列出負責當天定翼機任務的飛行服務隊人員名單和公開一幅行動資料的截圖。文件顯示8月23日當日的飛行程序（Flying Programme）紀錄了定翼機行動為「P-OPS」（Police Operations）。他認為警方一早知悉偷渡計劃，之後與飛行服務隊「設陷阱」，並非警務處處長鄧炳強所說，12港人在中國大陸被捕一事上，警方沒有角色。事後政府飛行服務隊於10月7日更新政府電話簿網頁，整個行動組職員的姓名和聯絡資料全部被刪除。鄒家成質疑當局是「身有屎」。其中一名家屬質疑香港政府一早知道他們計劃偷渡，卻讓大陸拘捕。
香港警方表示行動與警方無關，指人手調配和行動部署不宜公開。飛行服務隊表示不會公開飛行任務的任何細節，亦不會評論有關報道。保安局斥有關指控混淆視聽、轉移視線，表示按一貫做法，不會公開有關飛機調配及航行細節。

### 被指涉協助12港人流亡的人士被捕
10月10日清晨，香港警方在九龙及新界不同地方共拘捕4男5女，被指控涉嫌提供船、資金、安排他們偷渡前的住宿安排及前往碼頭，以及安排到達台灣後的生活等。被捕人士年齡介乎27至72歲，其中包括立法會前議員「長毛」梁國雄的前助理唐婉清、本土民主前線成員鍾雪瑩、文員和廚師等，有人曾在反修例示威中被捕。記者會上，多名記者四度被問及飛行服務隊上空監察中國海警截獲的報道，有組織罪案及三合會調查科高級警司何振東強調中國海警行動與香港警方無關。
12港人家屬透過「12港人關注組」facebook專頁回應事件，指警方的拘捕行動試圖轉移視線，是基於深圳公安審訊12人時所獲的資料，憂慮12人會面對酷刑逼供。
2021年1月14日，警方國安處人員拘捕11人，他們涉嫌在12港人偷渡案中，協助罪犯。當中包括身兼律師的九龍城區議員黃國桐，前學聯副秘書長何潔泓的母親，音樂人霍朗齊等。
2021年2月16日，警方國安處再拘捕於2020年10月曾被捕的1名律師助理，他正式被控一項「串謀勾結外國或者境外勢力危害國家安全」罪及一項「串謀協助罪犯」罪，17日下午在西九龍裁判法院提堂。被告不得保釋還押。
另外警方以同樣罪名拘捕目前在赤柱監獄還押的的壹傳媒集團創辦人黎智英。

### 司法审判阶段（中國大陸）
事發97日，2020年11月27日，深圳市公安局盐田分局对涉嫌组织他人偷越边境、偷越边境案件侦查终结，将包括李宇軒在内的十二人依法移送盐田区人民检察院审查起诉。家屬表示中國大陸指派的律師沒有向他們通知有關送檢的消息，稱「心急如焚」，擔心兒子的情况。同時批評律師「一問三不知」和很多資料都不能公開，渴望能到場旁聽和要求由家屬委託的律師代表當事人。

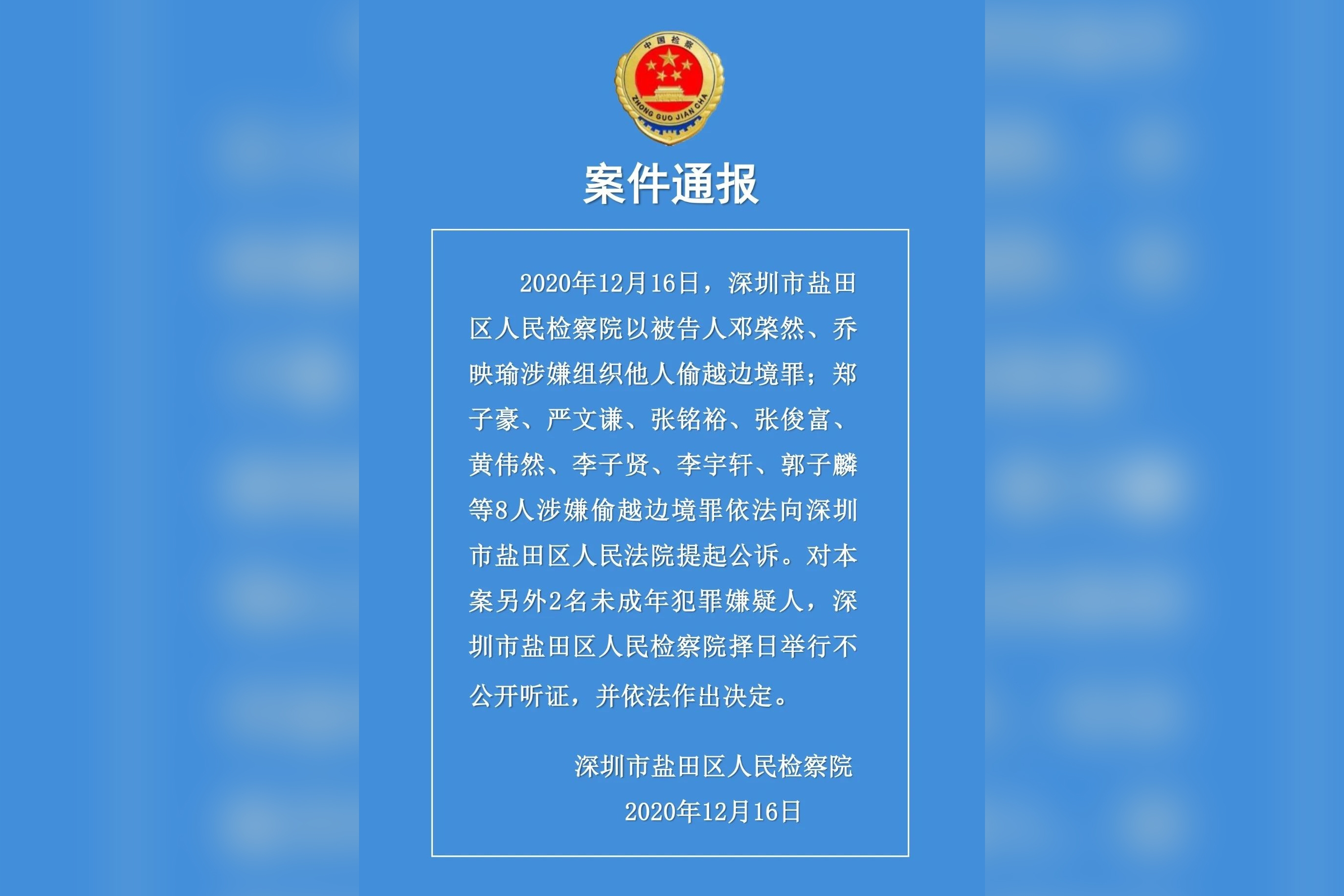
深圳鹽田區人民檢察院於2020年12月16日發布的案件通報公告

同年12月16日，深圳市鹽田區人民檢察院就其中10人向法院提出公訴。被告人鄧棨然、喬映瑜，涉嫌組織他人偷越邊境罪；鄭子豪、嚴文謙、張銘裕、張俊富、黃偉然、李子賢、李宇軒、郭子麟等8人，涉嫌偷越邊境罪。而另外兩名未成年犯罪嫌疑人，深圳市鹽田區人民檢察院將擇日舉行不公開聽證，並依法作出決定。
12月28日，深圳市鹽田區人民法院审理此案，案件的其中10人出庭受审，美國、英國、加拿大、葡萄牙、澳洲及荷蘭等多國領事館應家屬請求派出代表到場，要求旁聽此案，但被當局以旁聽名額已滿為由拒絕。英國外相藍韜文表示，深切關注12港人「秘密審訊」及未能接觸其法律代表。当日傍晚，盐田法院发布通報，指盐田法院聽取了檢察機關意見和各被告人及委託律師的辯護意見後，案件將擇期宣判。中國大陆官媒證實，10名被告當庭認罪，希望法庭從輕處罰。另外兩名未成年嫌疑人则是擇日於檢察院閉門聽證。

#### 判決

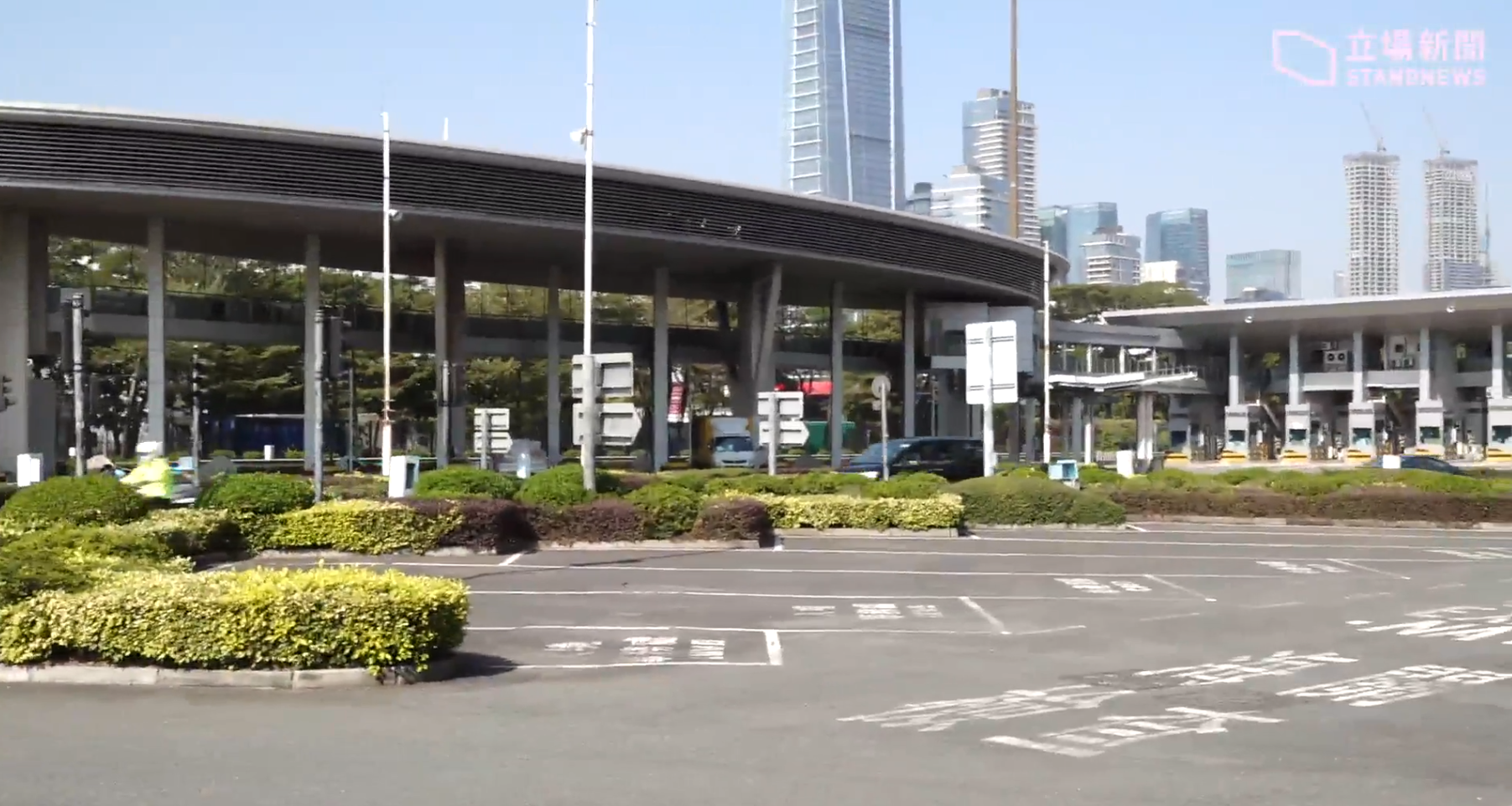
12港人其中兩未成年者，在12月30日由深圳警方移交港警

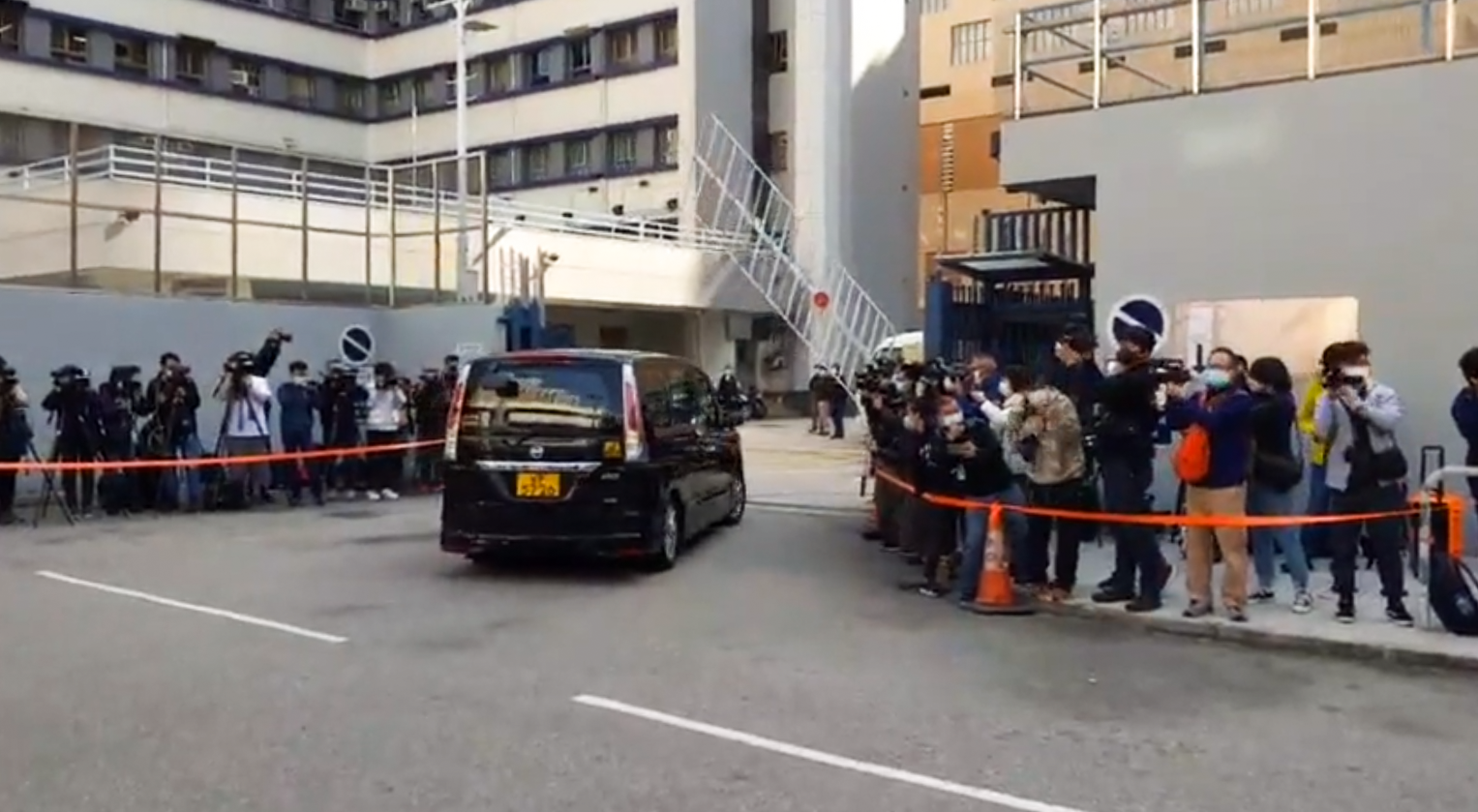
12港人其中兩未成年者，随后被送至天水圍警署，大批記者到場拍攝

12月30日上午，深圳市鹽田區人民法院對10人公開宣判，判決如下：
- 以組織他人偷越邊境罪判處鄧棨然有期徒刑三年並處罰人民幣二萬元，喬映瑜有期徒刑二年並處罰人民幣一萬五千元
- 以偷越邊境罪判處鄭子豪、嚴文謙、張銘裕、張俊富、黃偉然、李子賢、李宇軒、郭子麟有期徒刑七個月並處罰人民幣一萬元

同日，深圳市鹽田區人民檢察院對案发时属未成年人身份的两位被告以邊境偷渡罪作出不起訴決定，当日早上約11時，深圳警方在深圳灣口岸将两名被告移交香港警方，随后两人分開乘坐兩輛警方私家車，被送至天水圍警署，並會安排隔離檢疫，之后再会帶回有關法院重新提訊。
至於其餘各被告，除了鄧棨然和喬映瑜外，預計會於2021年3月24日刑滿後遣返香港。

### 家人反应和律师受阻

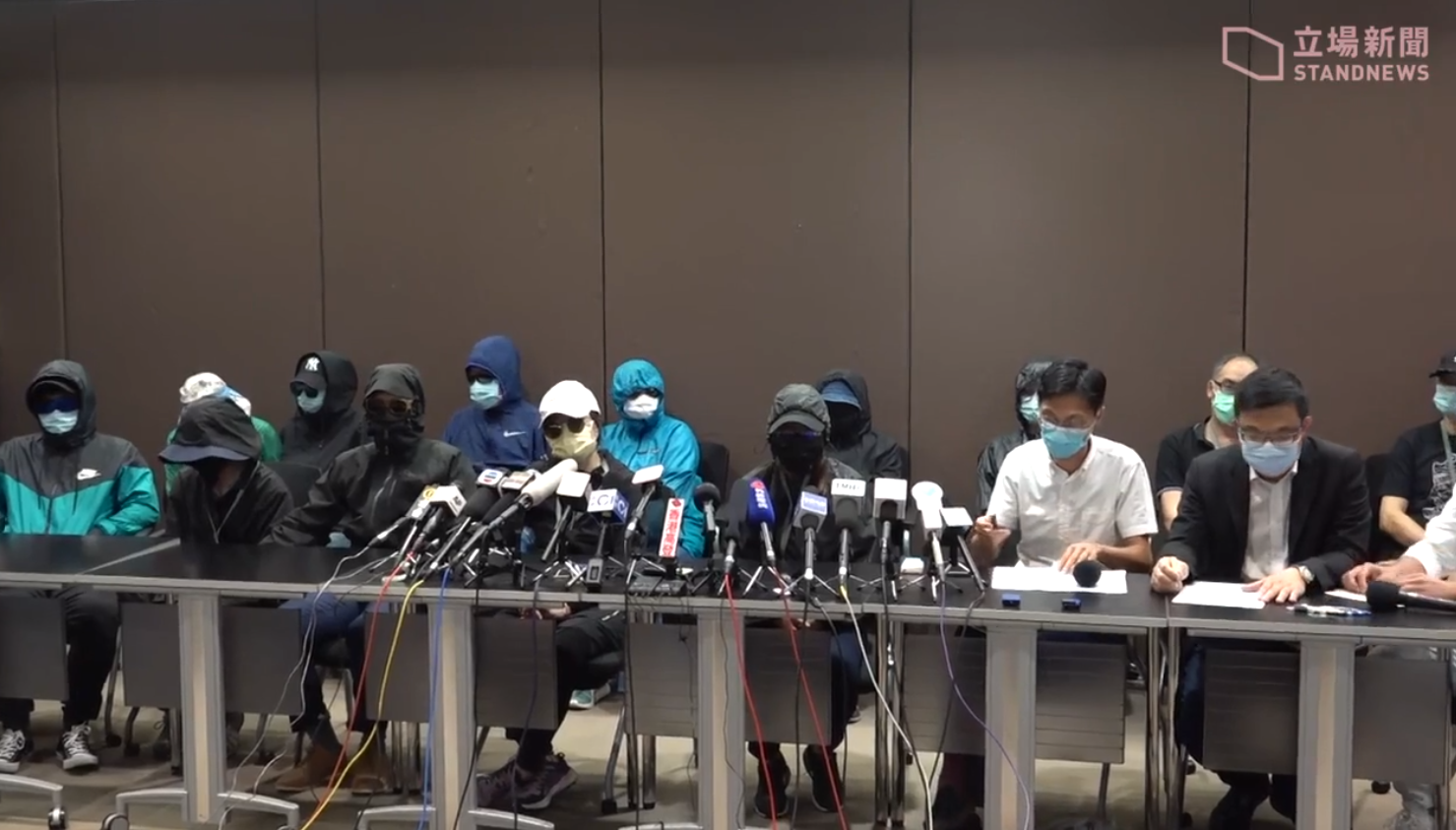
在南海被廣東海警拘捕的12名港人的其中6名家屬現身，聯同民主派立法會議員朱凱廸、涂謹申，以及本土派人士鄒家成召開記者會

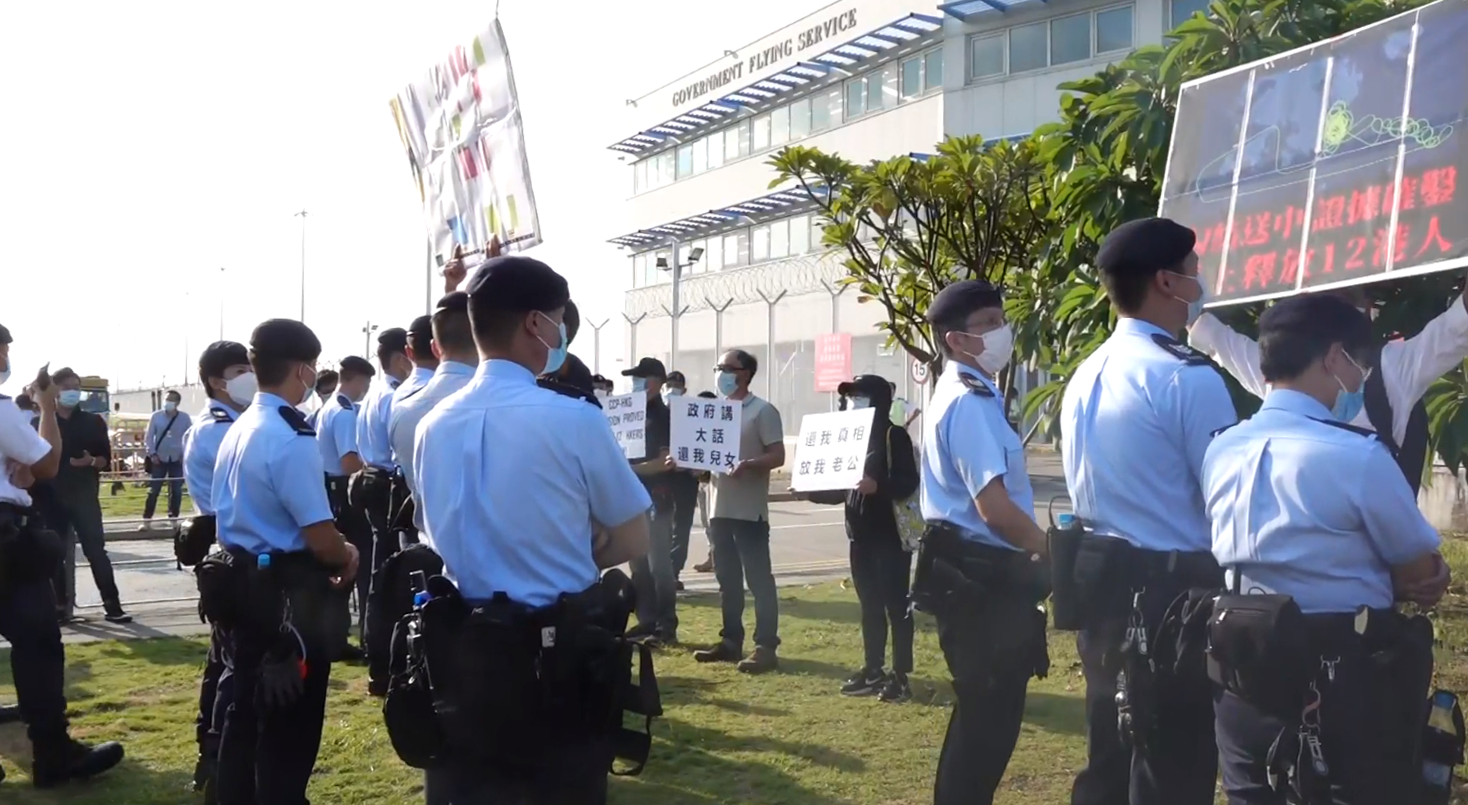
10月8日，12名港人部份家屬，與及協助他們的朱凱廸、鄒家成、岑敖暉以及黃之鋒，到赤鱲角的政府飛行服務隊總部抗議，警員拉起封鎖線，最後有8人被票控違反「限聚令」

2020年9月4日，受被關押港人家屬委託的中國大陸人權律師盧思位指，鹽田看守所拒絕律師會見當事人，及後又有「被官派律師」的說法。盧隨後亦受官方威嚇阻止，無奈退出案件。盧思位律師認為，警方不當限制了他的會見權，他要求警方馬上落實。另一名受委托的中國大陸人權律師任全牛收到當地司法局電話，叫他不要再代理此案，稱此案的人「涉及的事大了去了」，囑任全牛「千萬注意小心」。
2020年9月12日，被拘留的其中6名家屬，聯同鄒家成，以及前立法會議員朱凱廸和涂謹申召開記者會。家屬表示被拘留者仍被「祕密關押、音訊全無」，事件更牽涉起碼三名未成年人士。另外，多名獲家屬委託的大陸律師未能會見當事人，甚至被國保要求退出代理案件。有家屬抨擊大陆當局欲以「官派律師」剝奪遭拘留人士的權利，「香港政府更從未提供任何實質協助」。亦有家屬分別指出其子女患有哮喘、皮膚病及抑鬱，需要服用長期藥物，然而大陆當局卻拒絕有關請求。家屬在會上提出4點要求：
- 拒絕「官派律師」，並促請當局立即讓家屬委託的律師面見被拘留者。
- 要求大陆當局提供合適藥物予有需要的被拘留者。
- 要求大陆當局准許被拘留者致電家屬。
- 要求香港政府確保港人權利得到保障，並立即將12港人由中國大陸接回香港。

部分家屬在9月20日下午在立法會議員朱凱廸及鄒家成陪同，前往警察總部報案，要求警方調查事件。家屬指事件至今疑點重重，要求當局清楚交代12名港人的被捕時間、地點、過程等詳情；要求水警提供事發當日的巡邏路線及位置；要求海事處提供事發當日船隻的雷達紀錄；要求政府以會面或通話方式，親自確認12人的安危，並安排家屬委託的律師與12人會面。
9月30日，其中4名被捕人士的家屬，連同協助他們的鄒家成、立法會議員朱凱廸等人到中聯辦外請願。鄒家成要求政務司司長張建宗、保安局局長李家超盡快與家屬會面，並提出兩點訴求；包括拒絕官派律師，安排家屬委託律師面見當事人，及要求海事處公開事發當日果洲群島一帶的雷達紀錄。他續指，12 港人被拘留至今，當中10名家屬委托律師被拒見當事人，13位家屬委托律師被公安机关約談施壓、6名律師退出代理工作。而中國大陸將向檢察院呈請批准逮捕12港人，意味他們或須面對更長時間的囚禁，但家屬至今未能與被捕者聯絡，政府亦從未提供任何實質協助，甚至稱12港人已經接受官派律師，批評政府「公然說謊」。
10月8日下午3時45分，12名港人部份家屬，與及協助他們的朱凱廸、鄒家成、岑敖暉以及黃之鋒，到赤鱲角的政府飛行服務隊總部抗議，要求當局公開相關的出勤記錄，交代拘捕過程，以及立即釋放12人。到下午4時，記者會開始前，大批警員立即到場拉起封鎖線包圍多人，指他們違反「限聚令」，拉起封鎖線調查隨身物品。而家長叫「還我真相」、「政府講大話」等口號。最後有8人被警員票控。10月28日，据香港电台报道，中华人民共和国司法部要求5家受遭拘押的港人的家属委托的律师事务所禁止代理案件。
2020年11月19日，十二港人的家屬向傳媒表示，收到家人在深圳鹽田看守所寄出的親筆信，內容主要是表示被扣押期間生活尚可，但家属也表示部分語句如提及「我們長胖了，我會深刻反省」和要求妹妹「咪繼續搞」等用語，都不符合當事人平常使用的字眼。
2020年11月21日，被捕的12名港人家屬在荃灣區議員岑敖暉及鄒家成等人陪同下，到距離鹽田只有一海之隔的吉澳山頂向看守所方向放氣球，拉起有「SAVE 12」及「回家」的橫額，表達對子女狀況的關注和希望他們早日平安歸來。下午2時許，水警到場指該處有「違反限聚令」案件，記下現場部分人士和兩名記者的個人資料。

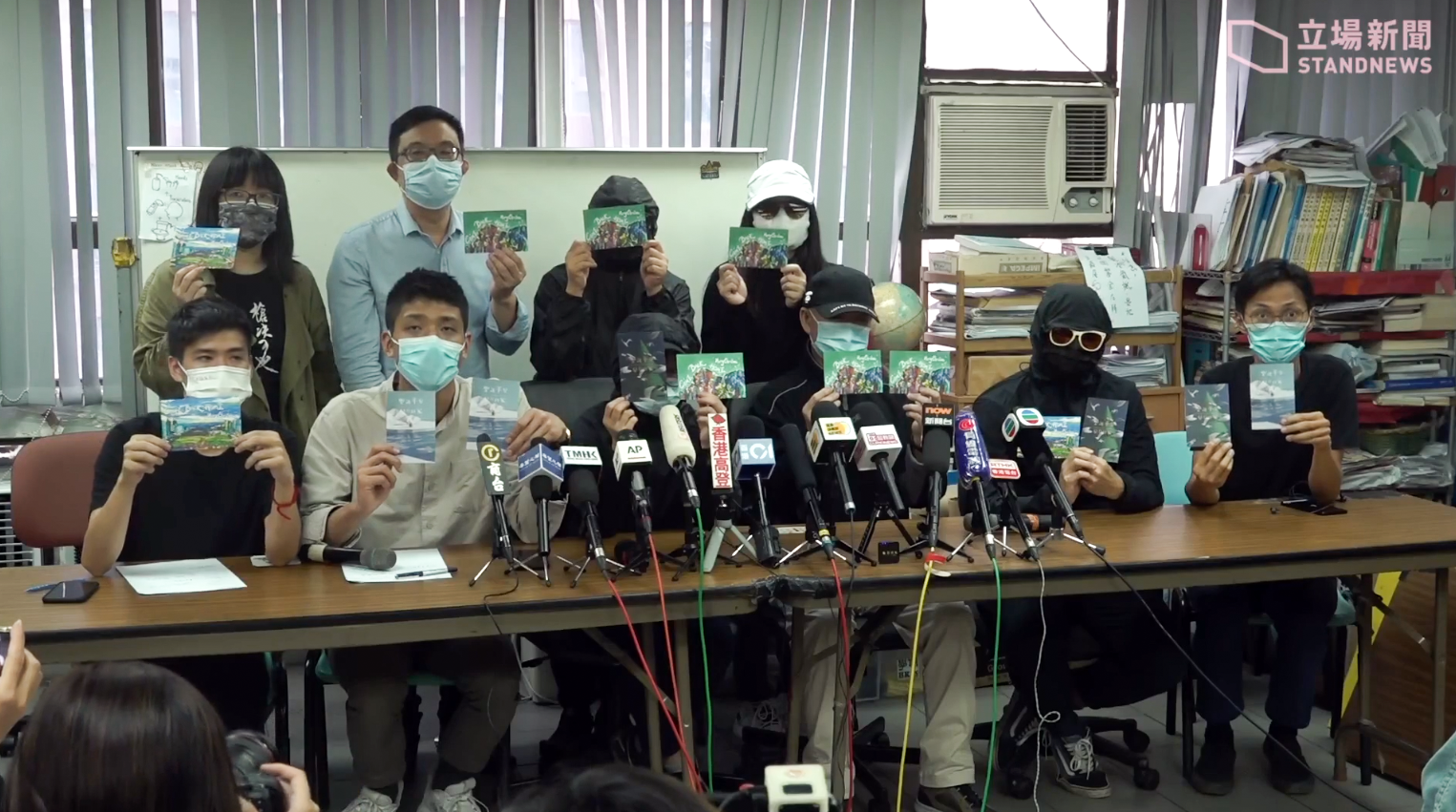
12港人關注組發起聖誕節送暖「一人一卡」行動，呼籲市民寄聖誕卡給12港人，祝願他們早日回家

2020年12月12日，被扣押在深圳超過100天的12名港人之家屬召開記者會，當中最少兩人的家屬再收到被捕者的「家書」，有家屬收到自稱是中國大陸官派律師來電。其中李子賢的父母指「家書」要求他們在香港委託律師，承認在香港被控暴動及襲警罪的罪行。父親質疑中國大陸與香港司法制度不同，認為要求有可疑。而母親擔心是被嚴刑逼供下，被迫寫信要求認罪。而黃偉然妻子稱兩度收到官派律師來電，查問黃與其他被捕者的關係，形容是「套料」。而鄧棨然家屬收到中國銀行通知，因商業行政理由而終止鄧棨然的戶口。前立法會議員涂謹申代表未成年被捕者黃臨福的媽媽表示，收到來自香港本地的電話，不過對方只操普通話，當黃母要求對方說廣東話時，對方就立即收線，之後沒有來電。黃母希望越南駐廣州領事能代她探望兒子。
2020年12月21日冬至當日，12港人家屬到灣仔入境事務大樓遞交請願信，要求處方協助並陪同家屬到中國大陸聽審。家屬在公開信向中國大陸當局提出5項要求，包括庭審要公開並現場直播；開審前不少於20日通知家屬，以及提早進行病毒檢測及其他安排，或以檢測結果代替強制隔離；向家屬提供起訴書及會見筆錄，並公開法庭組成名單；通知所有官派律師的身分及聯絡方法；以及由家屬委託的律師辯護。
在判决結果公佈後，港人家屬其中所委託的中國大陸律師盧思位和任全牛，在2021年1月4日左右，先後收到了四川省和河南省司法廳發出的行政處罰告知書（見右文檔），指他們過往的執業活動有嚴重損害律師行業形象，造成惡劣社會影響，而計劃吊銷他們的律師執照。「12港人關注組」隨後發表聲明，譴責中國大陆當局欲斷兩位律師生計，同時感謝了盧等一眾中國人權律師面對各級政治壓力下仍秉持專業及操守，接受家屬委託爭取維護12港人權益。

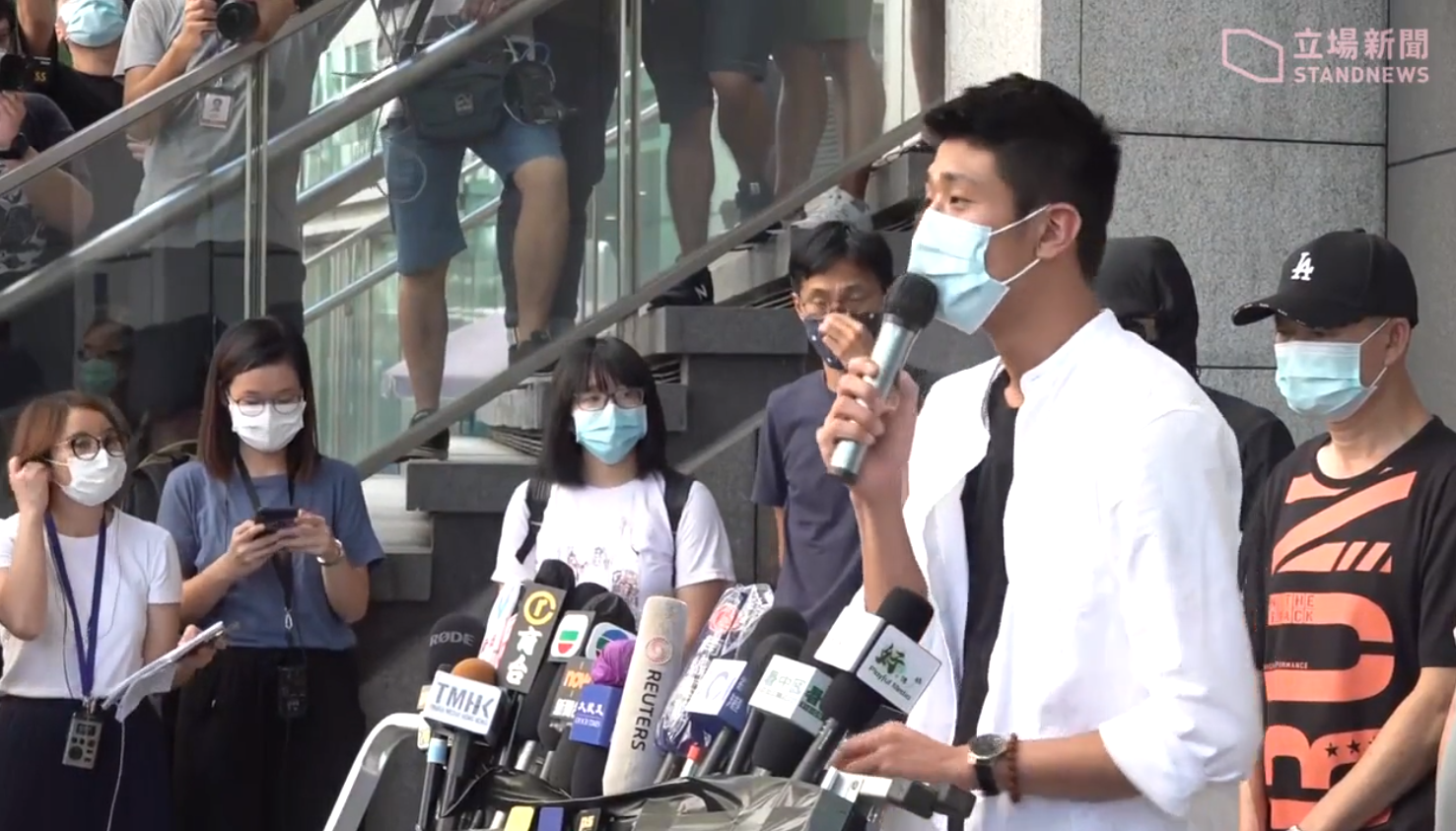
9月20日，其中6名港人家屬在立法會議員朱凱廸及本土派人士鄒家成陪同下，向警方報案
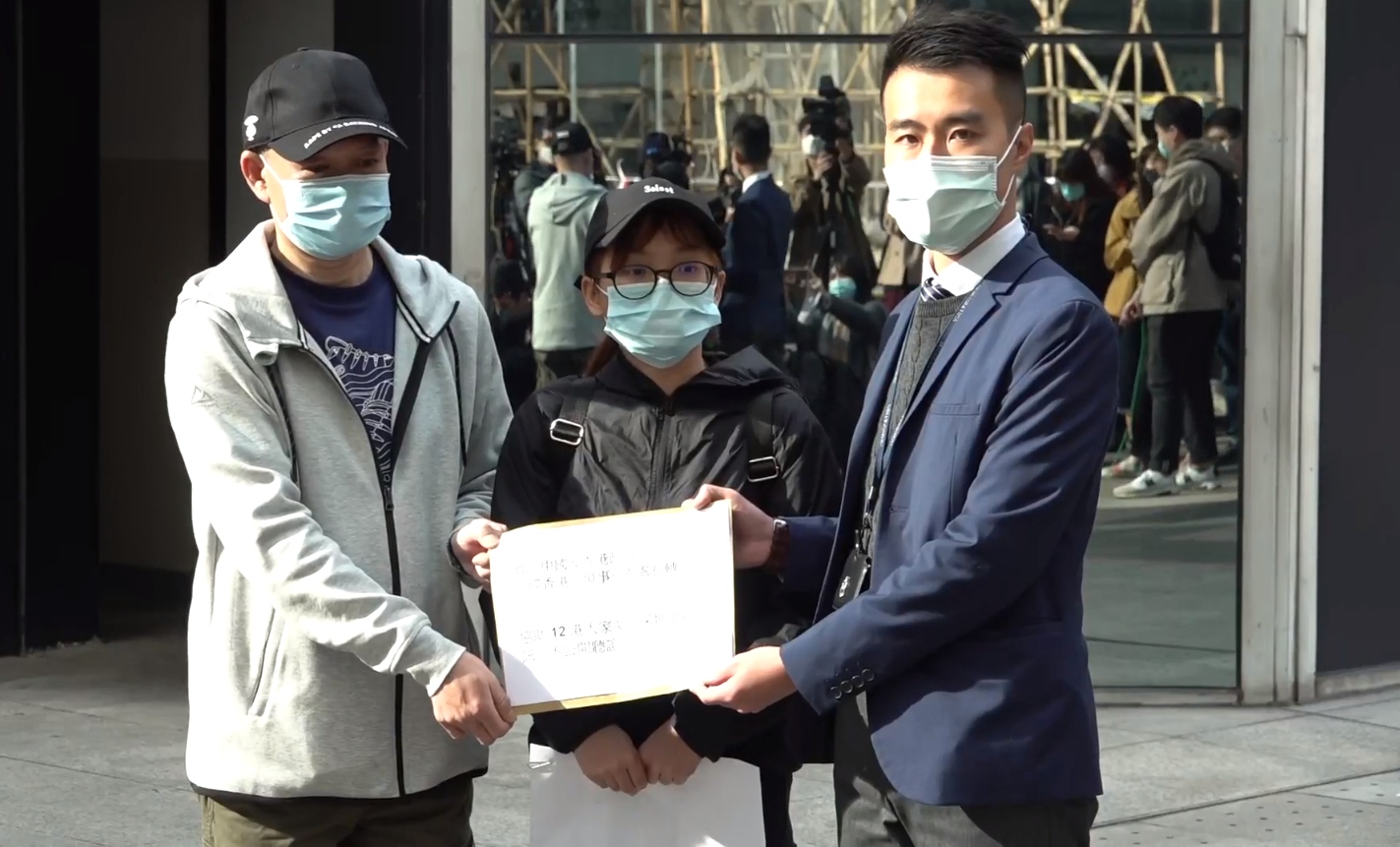
12月21日冬至當日，家屬要求入境處協助他們到內地聽審
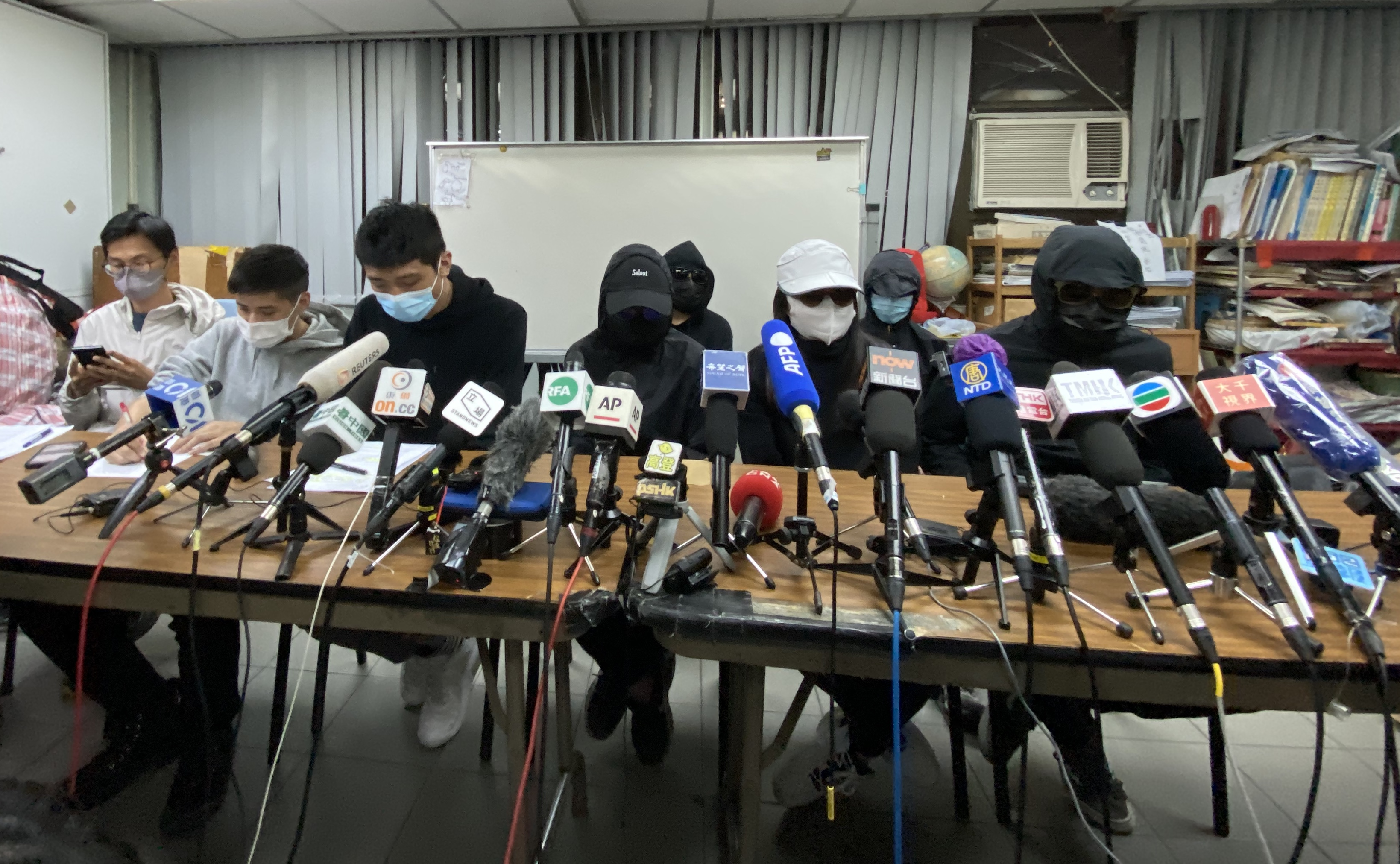
12月28日，家屬召开记者会，担心深圳盐田法院以「择期宣判」等理由，无限期拖延释放12港人的日期

### 律師黃國桐等11人被指涉協助罪犯被捕

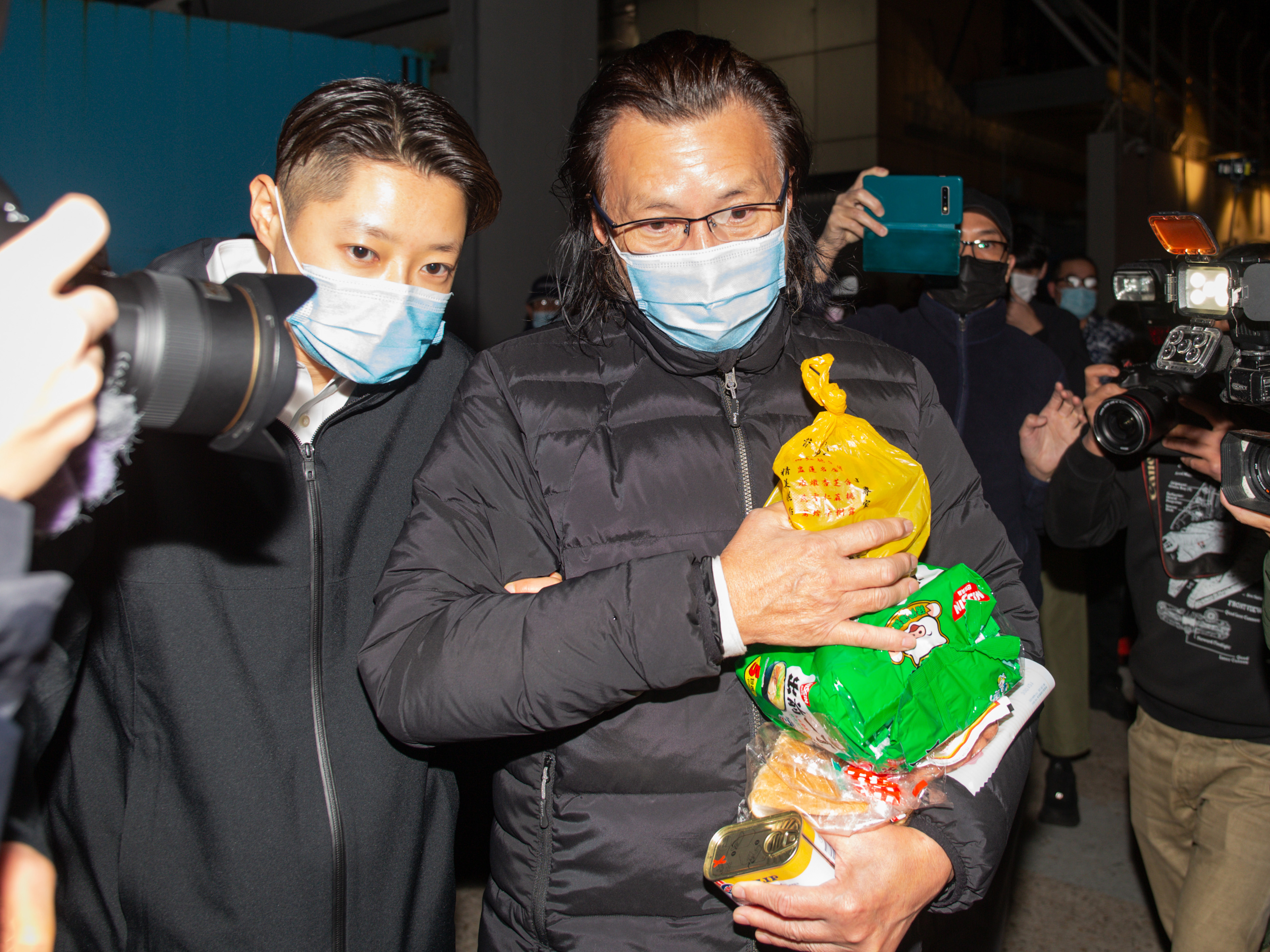
1月14日，黃國桐被香港國安警察懷疑涉嫌12港人案，並以「協助罪犯」的罪名拘捕，經過扣押41小時後，到1月15日深夜獲准保釋，多名在場人士送上方包、即食麵等東西

2021年1月14日早上，警方國安處拘捕共11人，年齡介於18至72歲，包括九龍城區議員兼律師黃國桐、學聯前副秘書長何潔泓的母親和音樂人霍朗齊。他們被指涉嫌在12港人案中涉嫌「串謀協助逃犯」，包括涉及以數千至數萬元的金錢贊助、介紹中間人、負責接送和提供住所。多人被扣查逾38小時，到15日陸續獲准保釋候查，須於3月中旬向警方報到。其中被扣查逾40小時的黃國桐在沙田警署獲釋後表示「冇一個證物搜到，因為律師唔會做犯法嘅事。」，對被捕感到遺憾及傷感，並表明會站在自己崗位「用我嘅專業，做我深信應該做嘅事。」會如常探望已經預約探望的人，包括被控違反國安法的胡志偉。

### 部分家人北上探望兒子
2021年1月，李子賢母親隔離了21日後，到深圳面見探訪兒子1次和視頻探訪1次，表示他有講有笑，精神不俗，皮膚病沒有復發。她表示兒子將於3月22日刑滿，屆時會在移交的地方等待。

### 律師助理被指涉助12港人偷渡被捕
2021年2月17日，警方國安處檢控一名29歲律師助理，指他涉嫌串謀黎智英，協助12港人之一的李宇軒越邊境到台灣。另外，警方指控他串謀黎智英，其助理Mark Simon及流亡海外的「攬炒巴」劉祖迪，利用Stand With Hong Kong團隊（即前「攬炒團隊」）請求外國或境外機構制裁中國及香港特區政府，違反《港區國安法》。被告被控一項「串謀勾結外國或者境外勢力危害國家安全」及「串謀協助罪犯」罪，下午押解西九龍裁判法院提堂。消息指警方在調查期間曾要求銀行凍結該人屬滙豐銀行的海外離岸戶口。被告不得保釋還押。
另外，警方在16日晚上於赤柱監獄拘捕黎智英，涉嫌協助李宇軒潛逃至台灣。

### 8人刑滿同日移交港警 家屬對警不獲見律師、家屬感到失望
12港人偷渡案中，10人在深圳被判囚7個月到3年，其中8人（李宇軒、張俊富、張銘裕、嚴文謙、李子賢、郭子麟、鄭子豪及黃偉然）於2021年3月22日刑滿出獄，由深圳警方在深圳灣口岸移交香港警方，並被帶到天水圍警署，其後押往各自所屬案件的警署。深圳市盐田区警方当日通报，8人已经于3月22日刑满释放，并被遣送出境。消息指其中7人不牽涉觸犯《港區國安法》，國安處不會處理。而警方國安處高級警司李桂華一度在天水圍警署現身。在早上於警署外等候的家屬對未獲警方通知有關安排感到失望，只能在附近等候消息。其中李子賢姨媽的女子向警署方向高呼「姨媽好掛住你」、「你要乖」等，其後落淚。而其中一名當事人的家屬表示十分擔心親人的消息。協助12港人家屬的香港大律師兼支聯會副主席鄒幸彤指家屬心情焦急，由早上等到傍晚也沒有回應。她指只有一名疑犯曾致電家屬，未有律師能夠接觸到8人，認為疑犯有權利會見律師及聯絡家人。
2021年3月24日，「香港故事」成員李宇軒被警方扣留兩天後，被控《港區國安法》的串謀勾結外國勢力或者境外勢力危害國家安全罪，串謀協助罪犯罪、無牌管有彈藥罪共3罪，案件同日在西九龍裁判法院提堂。案情指他曾於2020年7月1日至2021年2月15日其間，在香港與黎智英、Mark Herman Simon、陳梓華、劉祖廸及其他人共同串謀，請求外國或者境外機構、組織、人員實施對香港特別行政區或者中華人民共和國進行制裁、封鎖或者採取其他敵對行動。同時在單位內發現232枚使用過的催淚彈、7枚使用過的海綿彈，以及38枚使用過的橡膠子彈。一日後，12港人關注組透露，被控串謀勾結外國或者境外勢力危害國家安全等三罪的李宇軒回港至今4天，仍然下落不明。其家人曾向懲教署及警務處查詢，不過懲教署稱無此人，而警方表示不清楚李宇軒位置。懲教署向傳媒回覆指，不會就就個別個案作出評論，只會按照既定程序詢問在囚人士是否需要協助通知親友所在的羈押地點。

### 李宇軒去向未明
2021年3月29日，李宇軒下落不明一星期，家屬表示一直未能確認還柙地點。《蘋果日報》報道他正被還柙在屬高度設防的小欖精神病治療中心，由內部俗稱「神秘組」的懲教人員負責看管，現正被單獨囚禁。知情人士稱有關的安排可避免他對外透露在中國大陸審訊和收監過程，也能避免他可以與其他囚犯和職員接觸。李宇軒的妹妹接受傳媒查詢時表示沒有收到任何消息，只是從報章得知事件。懲教署拒回應任何詳情。

### 黃臨福認罪及判刑
2021年7月26日，黃臨福承認2019年10月在旺角警署外企圖縱火及管有物品意圖摧毁或損壞財產兩罪，亦承認因12港人案另被加控的妨礙司法公正罪，區域法院法官姚勳智就3項控罪，最終判入教導所。

### 黃偉然認罪及判刑
2022年5月12日，31歲的黃偉然在區域法院承認製造爆炸品罪，法官姚勳智指被告在社會運動熾熱期間製造爆炸品屬非常嚴重的罪行。考慮到爆炸品性質較低，而被告已經在大陸服刑7個月和及早認罪下，被判監禁20個月。而因潛逃被控的妨礙司法公正罪由法庭存檔，獲不提證供起訴。

### 李子賢認罪及判刑
2022年7月5日，李子賢在區域法院承認暴動罪及襲警罪，被法官鄭紀航判監禁3年半。

### 廖子文、鄭子豪、張俊富、張銘裕、嚴文謙、郭子麟、李子賢妨礙司法公正罪認罪及判刑
2022年7月15日，廖子文、鄭子豪、張俊富、張銘裕、嚴文謙、郭子麟、李子賢在區域法院承認妨礙司法公正罪，區域法院暫委法官王興偉，指各被告蓄意挑戰及輕蔑司法制度。但考慮他們已經在中國大陸已判監禁4至7個月，加上本案涉潛逃「不依期歸押」，律政司以「妨礙司法公正罪」起訴，是香港司法史首個同類案件下，而下調量刑起點，判7人即時入獄10個月，其中李子賢的3個月刑期與上周宣判的暴動刑期同期執行，即須額外加刑7個月。

### 廖子文、鄭子豪認罪及判刑
2022年7月16日，廖子文、鄭子豪及另外2人的一項藏有攻擊性武器罪名的案件在區域法院認罪判刑。法官游德康說鄭子豪及廖子文犯案時年僅17歲，由於汽油彈半製成品將用於暴動摧毀財產，與暴動不可分割，所以須判囚。但兩人罪責同樣較低，單純於現場出現，與其餘事情一概無關，兩人當時是學生，人生經驗淺，犯案角色消極，刑責較低，以3年為量刑起點，認罪分別減刑至28和27個月；加上在12港人案中妨礙司法公正罪刑期，決定分期執行，總刑期分別為31個月。
其後廖子文不服刑期提出上訴，在11月23日向高院申請保釋等候上訴。上訴庭法官彭偉昌聽畢控辯雙方陳詞，批准他以2萬元保釋，期間每周三次向警署報到、在報稱地址居住、不得離港及交出旅遊證件，並擇日頒下判詞。
而鄭子豪的31個月刑期因還押日數被視為服畢潛逃案刑期，懲教署無法遵循相關命令，令實際刑期多於判刑。最終高等法院上訴庭由法官彭偉昌批准保釋等候上訴刑期，彭偉昌於2023年1月4日頒下判詞指，不論最後刑期上訴的結果是哪一方勝訴，若鄭續還押，其實際刑期將較判刑長。為免出現不公道情況，他都應獲准保釋在外等候上訴。

### 鄧棨然家屬兩度寄信無人領取
2022年7月27日，在廣州從化監獄服刑的鄧棨然家屬表示，最近寄信給他都被兩度打回頭，並稱無人領取，而最後一次收信的日期是2022年2月。而監獄資料顯示，鄧棨然在2022年3月因哮喘入院，雖然列明可以每月會見一次，不過家屬一直不獲安排會面。而5月起沒有再更新監獄的收支記錄，到弟弟在同年7月27日再查詢才有提供。鄧棨然弟弟擔心他會否哮喘復發，也擔心可能出現一些問題而無法收到信件，亦包括可能在監獄扣分、被罰、轉了監區等情況。他希望可以收到鄧棨然的電話或他親自寫信，才會感到安心。家屬於7月25日向入境處求助。而保安局前局長黎棟國認為內地看守所有他們的規定，認為家屬不需太擔憂。

### 郭子麟認罪及判刑
2022年12月31日，在理大衝突被控「暴動罪」的郭子麟在區域法院認罪，暫委法官香淑嫻以5年3個月為量刑起點，郭子麟因認罪獲減刑，加上早前服完其「妨礙司法公正罪」的刑期。官考慮總體量刑原則，終判其監禁2年5個月。

### 喬映瑜內地刑滿交回香港警方調查
2022年8月22日，喬映瑜在內地刑滿出獄，後被移交香港警方被以涉嫌「製造或管有炸藥」罪名拘捕及交由新界北重案組接手調查。另據悉，警方國安處亦會進一步向她了解與另外11人偷渡潛逃計劃的細節。
2022年8月23日，在粉嶺裁判法院提堂，喬映瑜被控管有危險藥物及妨礙司法公正2罪，由於正接受隔離無到庭，案件押後至8月31日再提堂，期間被告還柙。
至於涉嫌在上水製造爆炸品的案件，警方說要先索取律政司意見，不排除加控其他罪名。
2022年8月30日，粉嶺裁判法院提堂，喬首次出庭，她被控妨礙司法公正、及藏有危險藥物2罪。控罪指於2020年1月至8月23日期間，在香港連同一個稱作「廢中」的人、一個稱作「恩典」的人及其他人，意圖妨礙司法公正而作出具妨礙司法公正傾向及意圖的作為，即協助自己與廖子文、鄭子豪、張俊富、張銘裕、嚴文謙、黃臨福、黃偉然、李子賢、郭子麟、鄧棨然及李宇軒，逃離香港司法管轄區，以阻止和阻礙警方的調查，及/或因而引發的刑事訴訟。另於同年1月14日，在旺角通菜街104號至116號利民大廈某單位管有2.98克草藥形態的大麻。
控方指準備轉介至區域法院的文件、待警方進一步調查及索取法律意見。申請要求押後，獲署理主任裁判官黃士翔批准。喬沒有保釋申請，須繼續還押。案件押後至10月12再提堂。
2022年10月12日再訊，控方加控製造爆炸品及管有爆炸品兩罪。案情指於2020年1月14日在利民大廈連同黃棨騫，明知而管有、保管或控制俗稱喉管炸彈的爆炸品；及在同日同地，製造充注爆燃性炸藥的網球。
由於妨礙司法公正罪已於11月1日首先轉介區院正式答辯。因此餘下3罪將同樣轉介區院，分另一案處理，押後11月14日在裁院再訊，以待控方準備轉介文件。喬沒保釋申請，繼續還押。
2024年1月11日，喬承認製造爆炸品，管有爆炸品及妨礙司法公正3罪，藏毒罪獲存檔法庭。2024年1月30日，區域法院法官陳廣池判刑指，激進分子不滿足於非法集結及暴動，更打算以爆炸設備，製造更大恐慌。若被告成功潛逃，不單是對司法制度的輕藐和挑戰，亦如「一把匕首向香港一貫的保釋制度狠狠捅了一刀」，須判處阻嚇性刑罰「以儆效尤」。根據就「管有」及「製造」爆炸品2罪，分別以5年和3年為量刑起點，喬認罪獲減刑，官下令當中3個月刑期分期執行，就上述兩罪判囚43個月。就妨礙司法公正罪，以3年監禁為量刑起點，考慮喬認罪、已在內地服刑，以及與同案被告的刑期差異，減刑至18個月。
陳廣池續指，「管有」及「製造」爆炸品，與妨礙司法公正罪，性質及控罪時間不同，因此將刑期全數分期執行，喬最終被判囚61個月，即5年1個月。
2024年2月9日，喬映瑜不服判刑上訴，目前等待司法機構排期中。

### 鄭子豪、廖子文提刑期上訴
鄭子豪、廖子文先後就「12 港人」潛逃及 2019 年灣仔倉庫爆炸品案認罪，原審法官下令兩案部分刑期同期執行，共判囚 31 個月。由於兩人在爆炸品案判刑時，已服畢潛逃案刑期，懲教署無法遵循相關命令，令實際刑期較判刑多出半年。兩人不服刑期，早前獲准保釋提上訴，高等法院在2023年4月19日處理許可申請。上訴方代表，大律師吳靄儀指，鄭子豪還押 21 個月期間行為良好，惟部分刑期不獲根據《監獄條例》扣減三分一。她指，即使原審建議下調爆炸品案刑期，但導致被告延遲 3 個月獲釋，建議將爆炸品案刑期下調至 16 個月，讓他們即時獲釋。律政司一方則指，行為良好扣減只是酌情權，即使本案沒有扣減，亦無造成不公。法官要求雙方進一步呈交書面陳詞，押後處理。

### 邓棨然内地刑满移交香港警方及司法案件
2023年8月22日，“12港人案”的最后一名被告邓棨然在中国大陆刑满出狱并移交香港警方。至此涉案的12人全部离开内地返回香港。
2023年12月4日，鄧因潛逃被加控「妨礙司法公正罪」，於粉嶺裁判法院提堂，案件將正式轉至區域法院，連同鄧另涉的管有汽油彈案，12月21日同日處理，鄧沒有申請保釋續須還押。
2024年1月22日，鄧承認「管有物品意圖摧毀或損壞財產罪」；2024年2月14日，再承認「妨礙司法公正罪」，而不認罪的「串謀意圖危害生命而縱火」罪獲法庭存檔；2024年4月16日，區域法院練錦鴻判刑時指，鄧棨然在汽油彈及妨礙司法公正兩案均擔當主導角色，刑責較重，又斥鄧僅接受6至8小時理論及實習便貿然出海，令自己及其他人的生命犯險，更為公海上其他船隻帶來危險，而鄧在內地被判刑是「自作自受」，不會因而減刑。最終判入獄46個月。

## 各方反應

### 香港

#### 民主派

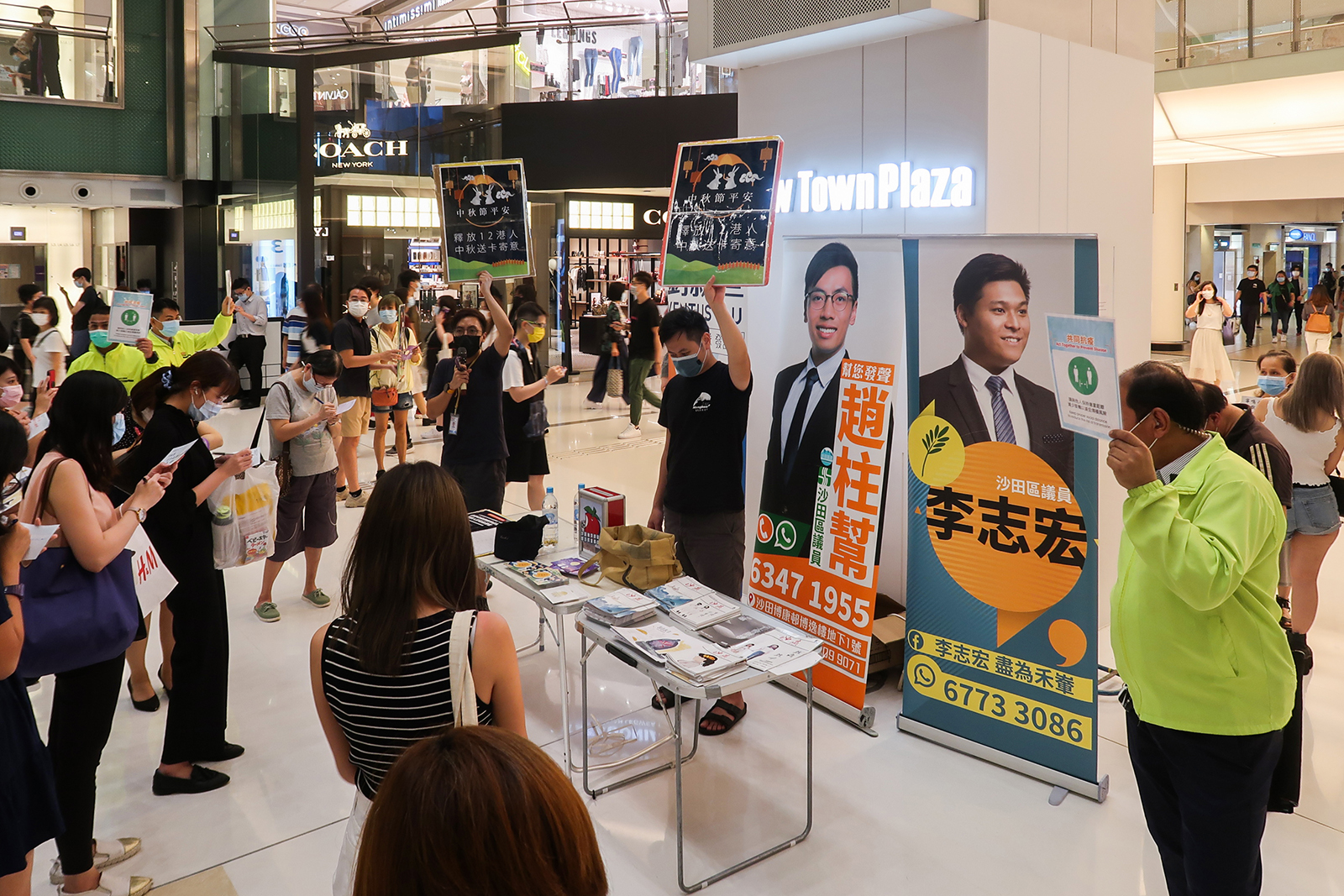
2020年9月23日，沙田區議員趙柱幫、李志宏及陳運通在新城市廣場中庭位置設「12手足中秋送暖行動」街站，收集市民所寫的明信片到中國大陸。不過其後卻被警員截查並警告。

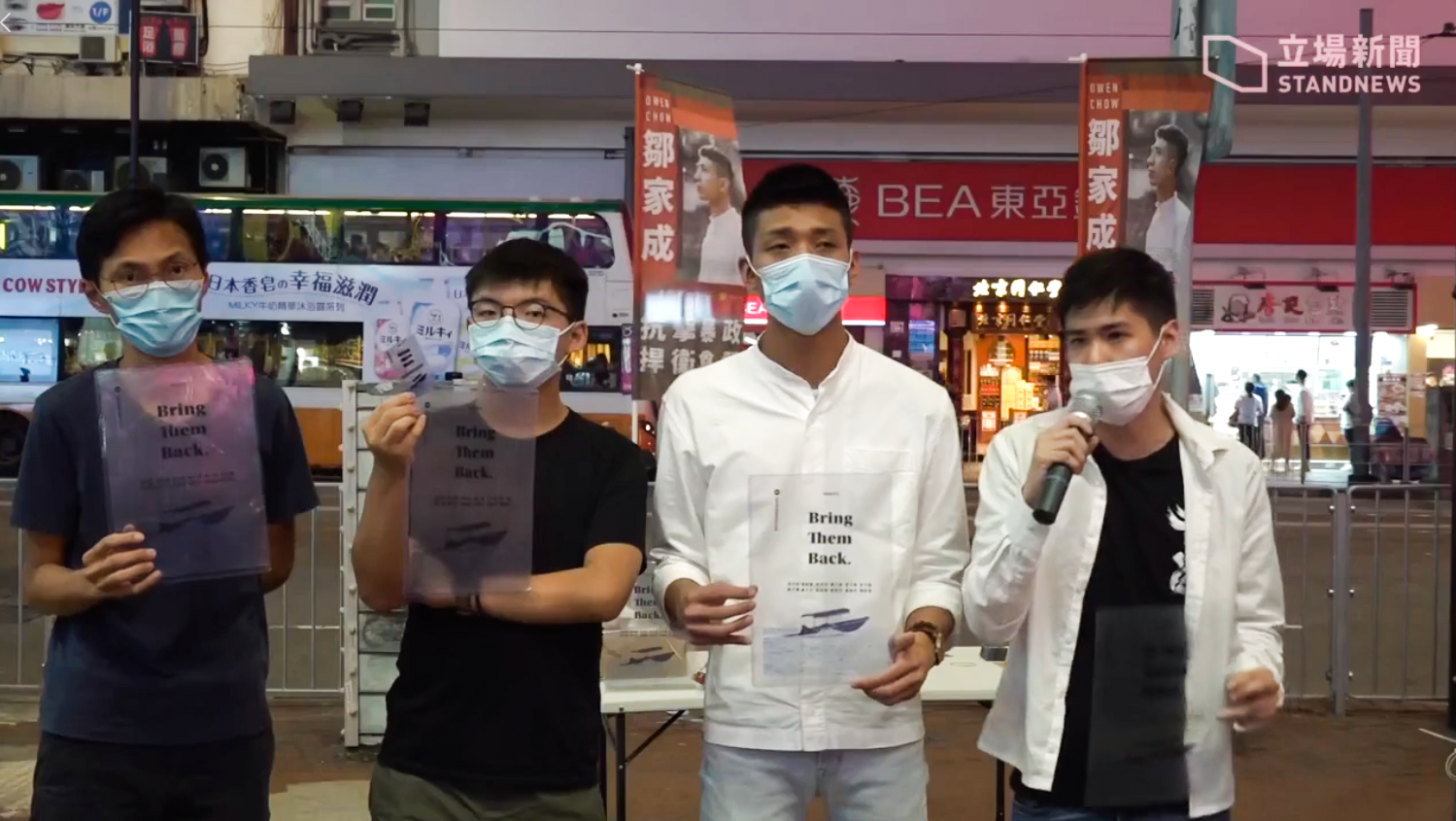
2020年10月20日，朱凱廸、黃之鋒、鄒家成和岑敖暉在銅鑼灣公佈「毋忘12手足！公佈網上集會及全球聲援記者會」

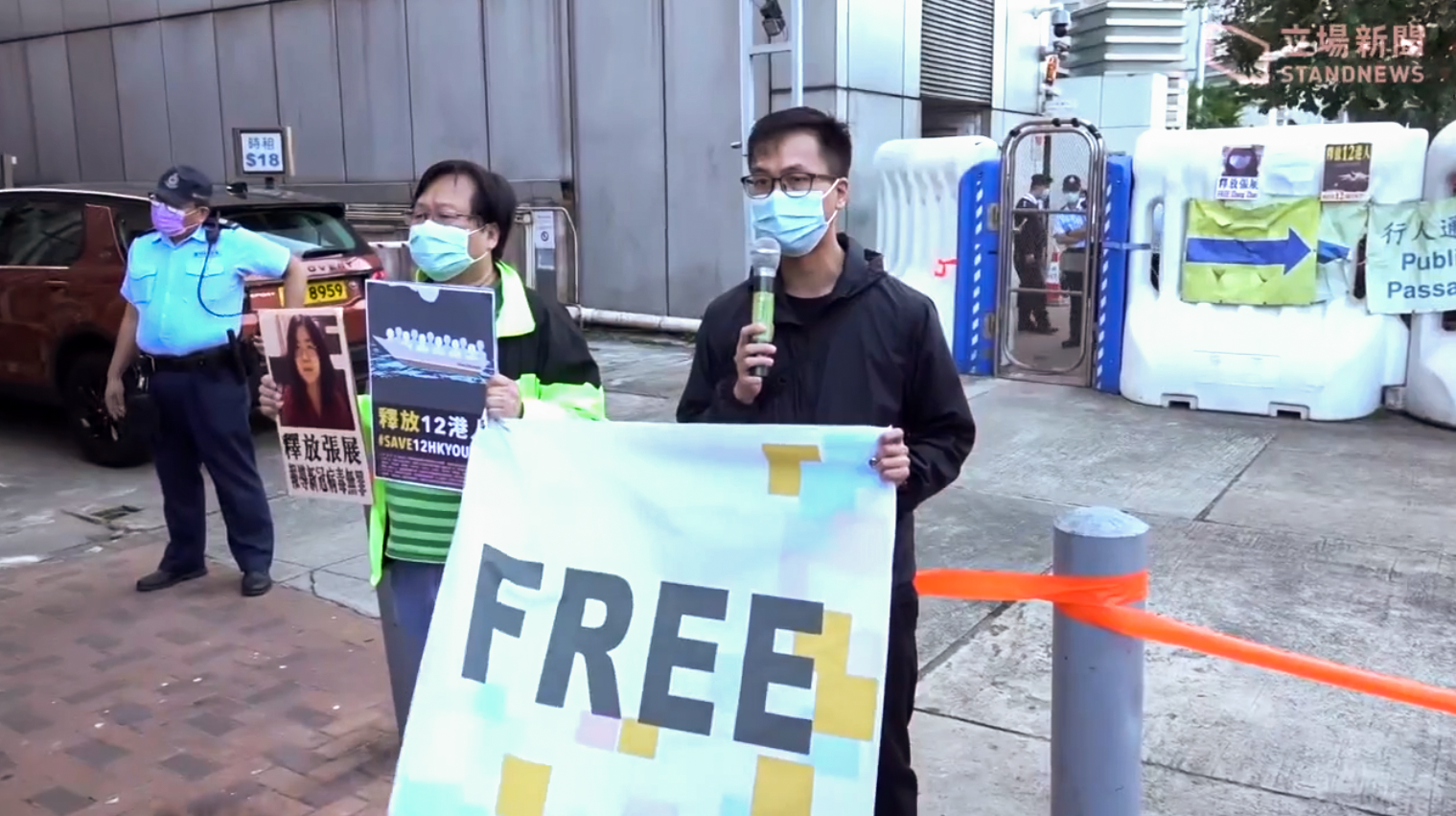
2020年12月28日，支聯會到中聯辦抗議，要求釋放12港人及中國大陸公民記者張展

2020年9月2日，沙田區議員趙柱幫發起Google Form聯署，同時將聯署內容去信特首辦，至今仍未有回覆。其後逾百名民主派區議員由9月中起，在各區擺街站聲援12港人，透過收集市民所寫的明信片寄往深圳鹽田看守所。同時希望香港人可持續關注被捕的12名港人。不過在9月23日在沙田新城市廣場擺放的街站，卻被警員警告，最後決定提早結束街站。而發展商更向趙柱幫發出的律師信，指街站違反商場的物業用途，要求他停止類似行為，不排除會申請禁制令或要求賠償。
2020年10月20日，朱凱廸、黃之鋒、鄒家成和岑敖暉在銅鑼灣舉行記者會，公佈將在世界各地舉行全球聲援集會，香港的網上集會在星期日（10月25日）舉行。他們同時派發印有「毋忘12手足」的透明卡，希望市民能夠將透明卡到各個地方並拍照上傳。最後專頁有8000人觀看直播。而英國倫敦的集會有300人參與。流亡英國的前香港眾志主席羅冠聰亦現身，並首次公開發言。他表示海外的人士有更大責任和能力做更多的事。而美國、加拿大、澳洲、瑞典、韓國、印度等多地亦有人發起聲援12港人行動。
2020年12月28日，香港市民支援愛國民主運動聯合會到中聯辦抗議，要求釋放12港人及中國大陸公民記者張展。该組織在早前的平安夜曾寄出2000張聖誕卡，希望能夠向中港維權人士及天安門母親送上溫暖。

#### 學生

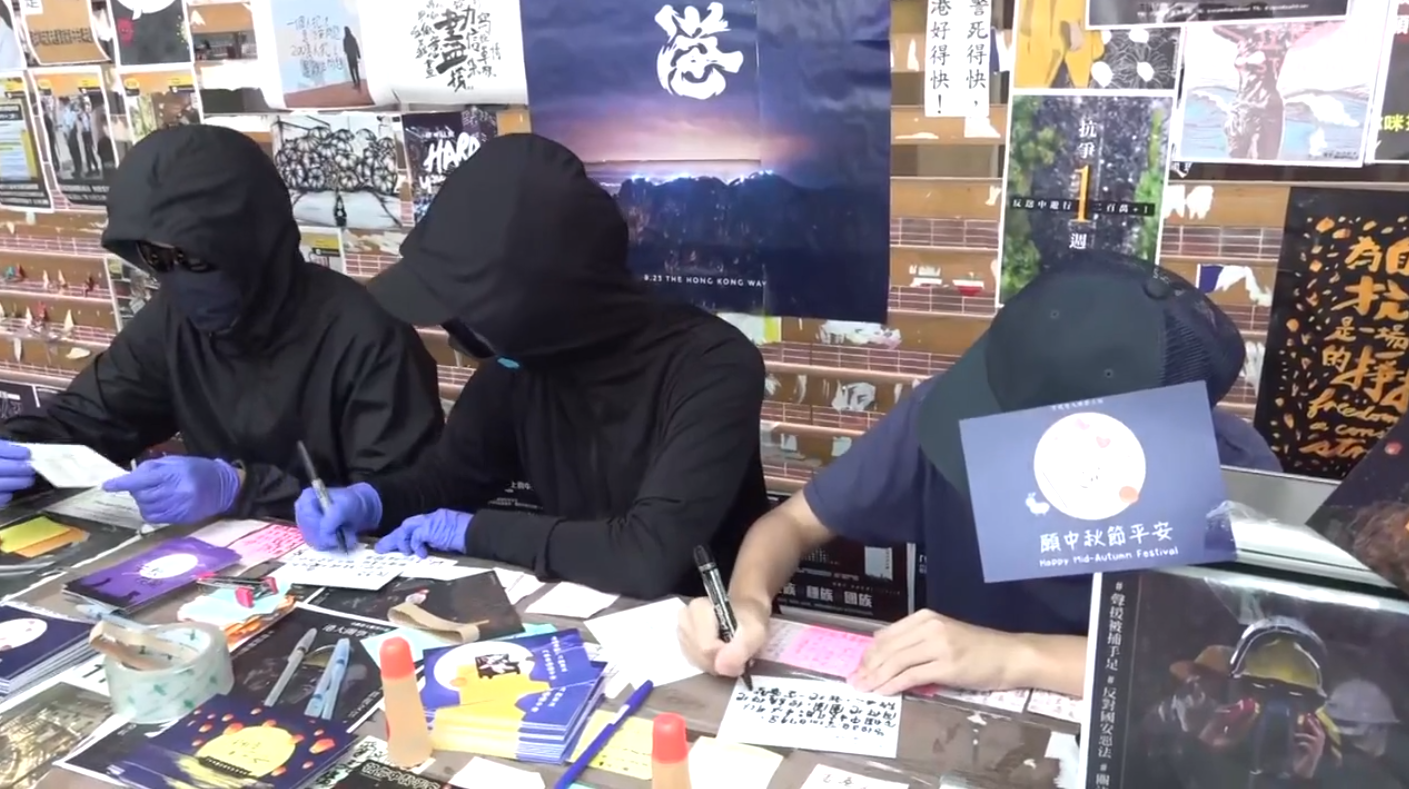
「守護港大聯署小組」在校園內發起活動，寫明信片聲援12名被中國大陸拘留的港人

2020年9月22日，香港大學恢復部分面授課程，在中午12時半，「守護港大聯署小組」在校園內發起活動，呼籲師生寫明信片聲援12名被中國大陸拘留的港人。
組織賢學思政先後在多區擺設街站，呼籲市民關注12名在中國大陸被扣留港人。不過警方以有人涉嫌違反禁止群組聚集規例為由，向他們發出限聚令告票以及拉封鎖線進行截查。

#### 網民

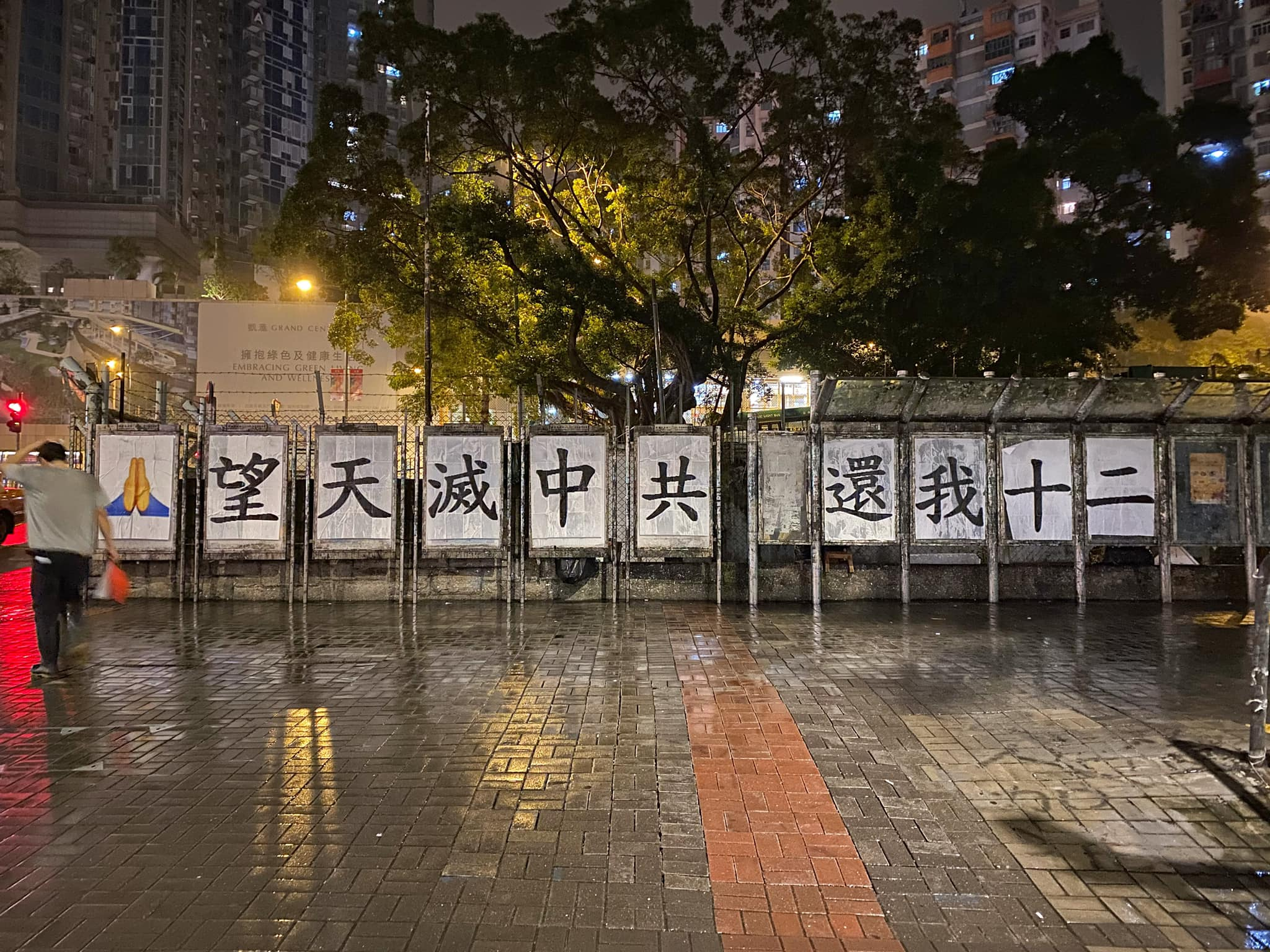
2020年10月13日晚上，有市民在觀塘站對出的有蓋通道貼上「望天滅中共 還我十二」九個大字。

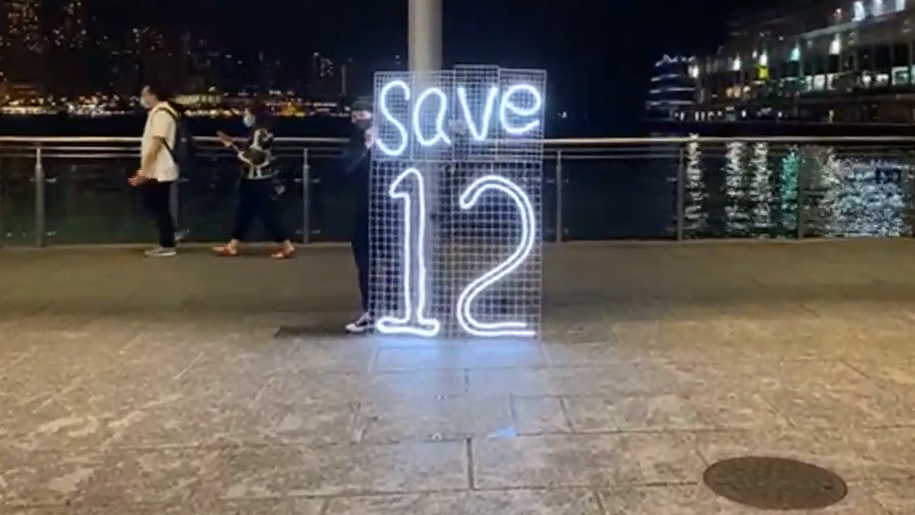
12月24日平安夜晚上，有人在海港城正門擺放Save12字牌

2020年9月2日，網民T.Y.發起白宮聯署，請求美國拯救在公海被中国海警拘捕的2名香港青年，至今已超過10萬人簽署。
2020年10月13日晚上，有市民在觀塘站對出的有蓋通道貼上「望天滅中共 還我十二」九個大字。10月25日，「12港人關注組」於其Facebook 專頁舉辧網上集會，集會將播放自製影片、邀請嘉賓發言，並有12港人家屬與主持對談環節。此外，在全球超過30個城市舉行集會或遊行將於當地時間10月23至25日舉行，聲援12港人及其家屬。 專頁一度有8000多人觀看。

#### 香港特別行政區政府
- 行政長官林鄭月娥表示，此事件本质是有人偷越国（边）境罪，属中國大陸司法管辖区问题，由中國法律處理，再安排他們回港，是公平和合理的做法。[111]林郑月娥還表示，当中只有一名港人涉违反香港国安法，有需要「以正视听」[112]，而所有人都是在候查期間潛逃離港，是基於逃避法律責任而出走。她批評香港本地或者外國人士企圖轉移視線，形容為「民主人士」受鎮壓。[113]到10月27日，她形容「國際連動聲援12港人」行動是針對香港的所謂聲援行動，12人是選擇逃離香港的逃犯，並觸犯當地法律，要面對觸犯中國大陸司法管轄區法律的後果。[114]

- 保安局局長李家超在立法會回應議員質詢時指，表明不會公布當日政府飛行服務隊的行程，以免被犯罪分子掌握資料。同時稱12港人「走佬」（逃走）逃避法律責任而棄保潛逃，社會不可姑息這些疑犯。他指民主派質疑政府事前知情，是撰寫劇本令社會進一步分裂。[115]

- 多區區議會提出臨時動議，促請政府為被中國大陸扣押的12港人提供一切人道需要和公開雷達紀錄，不過民政事務專員隨即離場，拒絕參與討論。[116][117]

- 警務處處長鄧炳強在10月15日表示，香港警方並未有處理相關案件，形容他們為12名罪犯，在本港犯下嚴重罪行，卻選擇棄保潛逃。而相關行動全是由他們自行安排，最後潛逃事敗被捕，與人無尤。同時表明公開行動細節會讓罪犯利用作為逃脫，並斥責黃之鋒「含血噴人」，作出虛假指控。[118]

#### 率先被押返港二人的在港家屬
被率先押返香港的廖和黃二人在移交香港警方及押送天水圍警署之後，即日就獲准與家屬及代表家屬見面。見面後，12港人關注組在社交專頁引述喬的家屬，指見面時喬神情緊張，完全迴避談及在被還押在鹽田看守所時的事，家屬直斥所謂的官派律師一直如同失蹤，從無回覆電話及訊息，除開庭日子無告知家屬外，判刑至今電話一直關機，即使打去律師樓亦否認有接此案。同時，關注組補充，12名港人不能自由選擇律師代表，秘密拘留期間的人身安全及通訊權利得不到保障，官派律師隱瞞身份及案件訊息，「聲稱公開審訊卻只有中共自己人可出席」，現時案件審結，卻不見判決書，批評整個司法過程「完全是一場鬧劇」。而即使二人已押回香港，香港代表律師在警署亦被警方多番阻撓，警方更曾一度要求律師必須由家屬在場核實身份，才可會見當事人，形容做法與鹽田看守所無異。

### 中國大陸

#### 中央政府
中华人民共和国外交部發言人华春莹於9月13日在Twitter發文，稱該12人因海上非法越境被捕，他們並非民主活動人士，是「企圖把香港從中國分裂出去」。
外交部駐港特派員公署發言人於2020年9月12日回應指，對於美國有個別政客就一宗仍在調查的「香港居民非法越境案」指手畫腳、說三道四，表示強烈不滿和堅決反對，要求美國政客立即停止插手香港事務、干涉中國內政。

#### 學者
北京航空航天大学法学院副教授田飞龙于2020年12月16日接受《环球时报》记者采访时表示，“12港人偷渡案”虽然在“国安法”实施的大背景下发生，但其本身并非“国安法”案件，而是一个“性质非常简单的”普通刑事案件。田飞龙同时认为，由于该案的犯罪事实和证据均在中國大陸辖区发生，根据属地原则，移交香港并不利于诉讼的顺利展开，因而由中國大陸司法部门负责诉讼和审判，合法合规，也合乎情理。
2020年12月16日，全国港澳研究会理事、香港城市大学法律学院前副院长顾敏康对《环球时报》记者表示，从拘捕、逮捕、提起起诉到正式公诉，中國大陸公安机关和检察院严格按照《中华人民共和国刑事诉讼法》的各项规定有序进行，尤其是在办案时限上严格遵守诉讼法规定，嫌疑人的权益得到应有保障。
全国港澳研究会副会长刘兆佳分析称，此案的这一进展在意料之中，“这是内地执法司法机关按照法律办事而已，不会因为香港部分反对势力和西方一些反华和持双重标准的政客的压力而退缩。”

### 台湾

#### 陆委会
2020年8月27日，大陸委員會發言人邱垂正在記者會上表示台灣支持香港的民主、自由，但台灣是法治社会，以非法方式來台，包括當事人與協助者，都將面臨刑事責任的追究。同時，邱垂正呼籲，北京跟香港政府必須要尊重港人追求自由、民主、人權、法治的權利，应以沟通化解争议。邱垂正强调秋後算帳及拘捕、打壓，無法解決社會矛盾、更無法獲得年輕人認同，執政者應與人民誠懇對話、妥善溝通，才是解決爭議的根本之道。
大陸委員會表示《港區國安法》實施以來，香港情勢愈陷高壓，各項自由趨於緊縮，台灣及國際社會均持續密注，並表示台灣高度關切人權問題，持續捍衛普世價值。 　

#### 台灣民間
2020年10月25日，台灣3千名民眾參與撐港遊行並到香港經貿文化辦事處前，要求中國大陆方面立即釋放12名港人。

### 美國

#### 美國國務院
2020年9月12日，美国國務卿邁克·蓬佩奧發表聲明，表示美國深切關注在廣東被關押的12名香港民主活動人士，稱他們被拒絕與律師接觸，中國地方當局也未提供有關他們情況或針對他們的指控的信息。蓬佩奧質疑香港行政長官林鄭月娥對保護公民權利的承諾，並呼籲當局確保正當程序。
2020年9月14日，美國國務院發言人摩根·奧塔格斯表示，12名港人被拘留是「另一個香港人權狀況惡化的例子」。
2020年10月13日，國務卿蓬佩奧在國際共和學會的晚宴上發言提到，12名港人被中国政府囚禁在中國大陆，被拒見受委託律師，但12名港人未有犯罪，他們只是相信自己值得獲得每人應享有的自由和不可剝奪的權利，蓬佩奧指出12名港人並不孤單，美國和國際共和學會與他們站在一起。
2020年12月19日，國務卿蓬佩奧在Twitter上發文表示，應該立即釋放12名港人，並指出他們的所謂「罪行」只是為了逃避暴政，而今日中国政府正在將香港變成過去的東柏林，極力阻止民眾到其他地方尋求自由。
2020年12月31日，國務卿蓬佩奧發表聲明，表示在中国政府及其奴才破壞法治及剝奪香港人的自由之前，香港是一個繁榮的領土。試圖逃離這個暴政的12名港人應該受到英雄式的歡迎，而不該被俘虜、秘密審判和囚禁。美國強烈譴責深圳法院的所作所為，並呼籲中国政府立即無條件釋放被判入獄的10名港人。蓬佩奧同時指出，中国政府對包括兩名未成年人在內的12名港人的迫害，再次暴露了其野蠻行徑，公然無視自身簽署的國際條約，並蔑視香港人的權利。一個阻止其人民離開的政權不能聲稱自己如何偉大或領導全球。它只是一個脆弱的專政，害怕自己的人民。

#### 美國國會
2020年9月30日，參議員里克·斯科特表示，12名港人並沒有受到合理待遇，並指出中国政府如此對待追求更好生活的人是不能接受的，美國將繼續為受到迫害而不能發聲的人發聲，以及必須確保中国政府對這些不公正行為負責。
10月15日，美國國會及行政當局中國委員會表示，中国政府單獨拘留和虐待12名港人應該受到全世界譴責，並指出12名港人的權利應該受到尊重。
10月20日，眾議員匡希恆表示，關注12名港人在中國大陸遭到不公正拘留。
10月22日，參議員米特·羅姆尼表示，中国政府正在顯示出一種不安全和威權主義的政權，出現壓制自由、人權和政治異議的跡象，這一點從12名港人被捕中可以看出。
10月24日，參議員馬可·魯比奧表示，他與世界各地的朋友站在一起，要求中国政府立即釋放12名因為逃避迫害而在海上被捕的香港人。

#### 美國駐華大使館
2020年12月28日，美國駐華大使館发表聲明，呼籲中國當局立即釋放12名港人，並准許他們離開中國。声明称「他們（12名香港人）的所謂『罪行』 是逃離暴政。共產中國會不顧一切地阻止人民到別處尋求自由」。

### 英國

#### 英國國會
2020年10月10日，下議院議員柴萍恩呼籲拯救12名身處中國監獄的香港人。
10月17日，上議院議員奧爾頓勳爵表示，世界各地的政治人物必須為12名港人發聲。
10月19日，保守黨前黨魁施志安爵士表示，李宇軒等12名香港年青人急需英國的幫助。
10月22日，超過60名國會議員去信外相藍韜文，促請對方向中國施壓，要求特首林鄭月娥及中國當局確保該12名被扣港人能夠盡快回港審理。聯署信也提及其中4人持有英國國民（海外）護照。

#### 英國政府
12月28日，外相藍韜文發表聲明，表示12名港人被秘密審訊，英方非常關注英國和其他多國代表嘗試到庭旁聽被拒。聲明又指，12名港人無法自行聘用律師，令人非常質疑在中國被起訴的人是否能獲得應有的法律權利，期望中国政府可以尊重法治，以符合國際人權法的方式，公開透明地審理案件。

### 加拿大
2020年10月21日，保守黨黨魁艾林·奧圖爾表示，他與世界各地的人們站在一起，就12名逃離香港的香港人被捕一事譴責中国政府，他將會繼續支持12名港人。
11月16日，24名跨黨派國會議員去信外長商鵬飛，要求將12港人事件列為外交優先事項，爭取讓12名港人回港，並確保他們可自行選擇律師及與家人聯繫。聯署信也提及12名港人中有5位擁有英國國民（海外）國籍或雙重國籍，證明中國政府越發頻繁地透過拘留他國國民作籌碼進行「人質外交」，又指國際社會必須站起來，反對中國的強制外交和針對外國人的任意拘留，否則只會令北京進一步利用《港版國安法》打壓香港民主運動，將更多抗爭者送到中國接受不公平審判。

### 澳洲
2020年10月22日，眾議員提姆·威爾森表示，人們不應該因為想要民主，為了在自己國家的未來中享有發言權而被捕，也不要因為想要自由而面臨審判，因此他自豪地與眾議員安德魯·哈斯提站在一起支持拯救12名港人。

### 歐盟
2020年12月29日，歐洲聯盟發言人發表聲明，表示12名港人不能選擇自己的律師，外界亦被限制探訪，連外交代表和12名港人的家屬亦無法旁聽審訊。同時發言人指出，根據國際人權法，12名港人得到公正審判和正當法律程序的權利沒有被尊重。歐洲聯盟呼籲中国政府立即釋放12名港人，讓12名港人能迅速返回香港。

### 丹麥
2020年9月30日，丹麥議會議員宇菲·額利貝克表示，12名港人被禁止給家人打電話，被拒絕保釋，並在無罪的情況下被拘留在看守所，甚至被禁止與維權律師會面，反映中国政府做法可恥。

## 爭議

### 廣東海警被指越界至香港海域擄走港人
9月15日，有「長洲覆核王」之稱的郭卓堅指有蝦艇船家向他表示，事發時廣東海警越界「擄走」處於香港海域的12名港人。林卓廷回應認為一旦證實有關說法，更應該盡快放人。航海交通服務業職工會則要求海事處公開事發時的雷達畫面引證廣東海警是否有跨境執法，指這能釋除市民疑慮以及保障香港本地海上從業員和市民的安全。
随后警务处表示，已檢視事發當日的航行監察系統紀錄，並無發現中國大陸海警船進入或停留在本港水域，亦無接獲任何相關報告或市民求助。

### 民主派議員指按過往案例，港人應被遞解香港
民主黨立法會議員涂謹申表示，過往因涉在港犯罪後潛逃而被中國大陸發現的人，一般會被遞解回港，不會起訴有關非法入境的罪名。他認為中國應先查清楚涉案港人是否有意圖潛入當地。

### 當局被質疑逮捕及檢控期過長
鄒家成在Facebook發文，指12人仍身處於深圳市鹽田看守所，當局需要於10月1日前決定會否「逮捕」，但即使決定逮捕，亦未知何時提出檢控。

### 协助潜逃报道争议
《大公報》於8月29日刊登一篇題為「幕後黑手黃春生幫逾200暴徒潛逃台灣」的報導指台北濟南基督長老教會黃春生牧師安排12人偷渡至台灣，並暗示朱耀明與事件有關。
朱耀明發表聲明否定指控，表示有關報導失實，居心叵測。

### 香港警方被懷疑設局將十二港人送中
《蘋果日報》在10月8日引述政府消息人士透露，8月23日凌晨香港警方急召飛行服務隊協助，先後派出定翼機「B-LVB」及獵豹直升機「B-LVH」，從3,000呎高空監視快艇由西貢布袋澳駛至公海的行蹤，兩程飛機均有警務人員隨行，飛機確認快艇被中國海警拘捕後才回航。民主黨立法會議員涂謹申認為，警方明顯設局將12港人送到中國海警手上。同日前香港眾志秘書長黃之鋒在Facebook發文，披露一段飛行服務隊的飛行紀錄，顯示定翼機當天的行動為「P-OPS」（Police Operations），意味警方早已掌握12港人行蹤，並主動策劃定翼機在空中監視，絕非如林鄭月娥早前聲稱的「冇角色」。在黃之鋒公開的飛行紀錄中，顯示分別有兩架飛機在8月23日，執行以「P-OPS」為代號的行動。黃之鋒認為，事件可能是保安局轄下的警方及飛行服務隊跨部門行動，又公佈多名疑涉事的飛行服務隊隊員名稱。荃灣區議會海濱區議員岑敖暉亦直斥行政長官林鄭月娥、保安局局長李家超及警務處處長鄧炳強一直在說謊，密謀將12港人送中。

### 家屬委託律師被吊銷執業證書
12港人案其中中一名家屬委託律師盧思位，被面臨被吊銷律師執業證書，聽證會在2021年1月13日於成都的四川省司法廳舉行。他的代理人，前律師程海及謝燕益一度被拒絕進入。其後謝燕益在庭上批評當局是以行政處罰之名，行政治打壓迫害之實。美國、加拿大、英國、澳洲及法國等10國的駐華領事館人員申請旁聽被拒。而多名中國大陸維權律師及人士到場要求出席聽證會期間，更被大批警察包圍和帶走，至今未得釋放。
同年2月2日，受黃偉然家屬所託的中國大陸人權律師任全牛，收到來自河南省司法廳通知，即日起正式吊銷其律師執業證書。

### 非家屬委託的大律師代表被告
12港人案中，李宇軒被指拒絕家屬委託律師和不接觸家人，也不知道為何找上大律師羅達雄。而不願具名的大律師認為大律師無緣無故代表被告感到十分奇怪，反映案件的透明度非常低。到4月7日，李宇軒首度到庭應訊，當記者追問是誰委託大律師羅達雄、有否到小欖精神病院與見面等問題，他拒絕回應。而指示律師陳天立否認是「官派律師」，強調當事人不想透露任何事。但記者問及受誰人委託「我都好難做、唔好逼我 、逼我都係咁。」